# Gyula (Magyarország)
Gyula (románul: Jula vagy Giula, németül: Jula) város Békés vármegyében, a Gyulai járás központja. A megyeszékhely után a megye második legnépesebb települése, kb. 28 ezer lakossal. A Gyulához tartozó Gyulavári a város egyéb részeitől keletre, a Fehér-Körösön túl fekszik.
Története az Árpád-korig nyúlik vissza, első írásos említése 1313-ból származik. A 15. században jelentős végvárrá épült ki, a híres téglavárát Maróti János kezdte építeni. A törökök 1566-ban elfoglalták, és közel 130 évig uralmuk alatt tartották. A Habsburgok felszabadítása után a város fokozatosan fejlődött, majd a 19. században fontos ipari és kulturális központtá vált. Ma a város fürdővárosként és történelmi emlékei révén ismert turisztikai célpont.
Jelentős turisztikai és kulturális központ, amely híres történelmi emlékeiről, gyógyfürdőjéről és gasztronómiájáról. Egyik legismertebb látványossága a gyulai vár, amely a magyar középkori építészet kiemelkedő alkotása. Kulturális életét fesztiválok, színházi előadások és művészeti rendezvények színesítik, mint például a Gyulai Várszínház nyári játékai. Gasztronómiai különlegességei közé tartozik a híres gyulai kolbász, amely hungarikumnak számít. Fürdővárosként is kiemelkedik, a Várfürdő gyógyvize messze földről vonzza a vendégeket.

## Fekvése
Az Alföld délkeleti részén, a Körös menti síkon, a Fehér-Körös bal partján található, közvetlenül a román határ mellett. Magyarország egyik legmélyebben fekvő területén, 88 méter tengerszint feletti magasságban, sík vidéken fekszik. A térség éghajlata mérsékelt, kontinentális jellegű.
A legközelebbi szomszédos város Békéscsaba, amely 16 kilométerre nyugatra fekszik tőle. További szomszédai: észak felől Doboz és Sarkad, északkelet felől Kötegyán, kelet felől a romániai Bihar és Arad megye határvidékén fekvő települések (Ant, Feketegyarmat, Nagyzerind), délkelet felől az ugyancsak Arad megyéhez tartozó Gyulavarsánd és Nagypél, dél felől Elek, délnyugat felől pedig Kétegyháza és Szabadkígyós.
A Fehér- és a Fekete-Körös Magyarország legtisztább vizű folyói közé tartoznak; az itt található folyópartok, erdők – amelyeket mára védett területekké minősítettek –, tájkép tekintetében különösen szépek. Maga a város sok parkjával, műemlékével, valamint hangulatos utcáival, és nem utolsósorban fürdőváros jellegével jelentős turisztikai szereppel bír.

### Megközelítése
Legfontosabb megközelítési útvonala a 44-es főút, mely Kecskemét északi határától húzódik Gyula térségéig.
Az M44-es – bizonyos szakaszain még folyamatban lévő – építése már mostanra is jelentősen csökkentette a menetidőt, és kényelmesebbé tette az utazást a főváros és a térség között.
Autóval jelenleg Budapestről nagyjából 2,5 óra alatt érhető el a város, a menetidő az utolsó szakaszok átadását követően várhatóan tovább rövidül majd.
Romániából gyulai határátlépéssel Temesvárról megközelítőleg 2 óra alatt, Aradról 1,5 óra alatt lehet eljutni Gyulára az E671 úton, Nagyvárad felől szintén az E671-es út használata javasolt, a menetidő – a határt Méhkeréknél átlépve – megközelítőleg 2 óra.
A környező nagyobb települések közül Szeghalommal, Vésztővel és Dobozzal a 4234-es, a Furta-Komádi-Sarkad irány településeivel a 4519-es, Mezőhegyessel, Battonyával és Elekkel a 4444-es, Makóval, (egy másik útirányon) Mezőhegyessel és Mezőkovácsházával a 4434-es, Csorvással és Szabadkígyóssal a 4431-es út köti össze. Közigazgatási területének délnyugati részét érinti még a Békéscsaba-Kétegyháza közti 4433-as út is.

## Nevének eredete
A 13. század utolsó évtizedeiben a Maros – Körös vidékén is befejeződött a királyi vármegyék szervezetének átalakulása. E folyamat során a királyi vármegyékhez és várispánságokhoz tartozó birtokok jórészt a várnagyok kezébe kerültek át, akik így földbirtokos nemesekké léptek elő. A történészek úgy vélik, hogy egy hatalmában megerősödött, titokzatos Gyula nevű személy, akiről a települést elnevezték, szintén a nemesi középrétegből való lehetett.

## Története

### Az őskortól Gyulamonostoráig
A vidéken, amelyen később Gyula kialakult, az első emberek az újkőkor idején, Kr. e. mintegy 5000 évvel jelentek meg. A Fehér-Körös vonala és a magasabb, ármentes területek (mint a mai plébániatemplom környéke, a Kálvária-dűlő, Sándorhegy, Aranyág, Törökzug valamint a homokbányák környéke) akkoriban már alkalmasak voltak őskori települések megalapítására. Ennek nyomai egészen a honfoglalásig kimutathatóak a város határában. Az akkoriban itt letelepült újkőkori emberek eredetét nem ismervén, e korszak legkorábbi szakaszát legfontosabb lelőhelyeiről épp Körös-kultúrának nevezték el a régészek. Ez a „kulturális korszak”, az újkőkor végén a tiszai kultúrában folytatódott.
A benépesített területen ettől fogva viszonylagos állandósággal létezett település, melynek folytonosságát réz-, bronz-, és vaskori leletek is bizonyítják. Az első jelentősebb nép, a szkíta népcsoport, a vaskorban jelent meg itt, majd őket követték a kelták. Az utóbbiakra utaló maradványok és leletek a Kr. e. utolsó századokból kerültek elő.
A településtől keletre halad el a szarmaták által 324 és 337 között épített, az Alföldet körbekerülő Csörsz-árok vagy más néven Ördögárok nyomvonala. A népvándorlás idején, Kr. u. 500 körül a szkítákkal rokon szarmaták érkeztek a majdani Gyula területére. Több száz évig tartó ittlétüket a népvándorlás olyan különböző germán népei váltották fel, mint a vandálok, akiknek jelenlétét a farkashalmi leletek bizonyítják, és a Visztula mentéről kimozdított gepidák, akik később Attila idején hun fennhatóság alá kerültek. A visztulákra utaló bizonyító leleteket a város mai belterületén találták meg.
A germán népek után az avarok voltak a következő letelepedők, s ittlétük hosszabb nyugalmi időszakot jelentett, amely egészen a honfoglalásig tartott.
A honfoglalás időszakának helybéli történéseit nem ismerjük pontosan, csupán elméletek vannak erről a korszakról. E történetek alapja Anonymusnak az 1200 körül írt Honfoglalás című története, valamint egy a múlt század közepén a mai városháza udvarán feltárt honfoglalás kori lovas sír.

### Gyula településtörténetének kezdeteitől a török hódításig (1332–1566)
Történészek és régészek legújabb kutatási eredményei mindinkább igazolják a Dusnoki-Draskovich József történész által felvetett koncepciót, mely szerint Gyula város első okleveles említése egy 1332. évi pápai tizedjegyzék lenne. A hazai egyházas helyek papi jövedelmeit jegyzékbe foglaló számadáskönyvben olvasható egysoros információ szerint a váradi püspökséghez tartozó gyulai plébániatemplom Péter nevű papja a maga jövedelmei alapján pápai tized (decima) gyanánt 20 garast tartozik fizetni. Sok esetben egy ehhez hasonló szűkszavú bejegyzés jelenti egy-egy település első írott említését. A korábbi, 1313-as oklevelek nem Gyula településre vonatkoznak, hanem Gerla településre.
Valószínűleg Károly Róbert szervezte meg a gyulai uradalmat, gazdasági központként jelentős volt a kis település felemelkedésében. A megyeszékhely ekkor Békés városa volt. A gyulai uradalom 1387-ben került magánkézre, amikor a főurakkal viaskodó Zsigmond király Losonczy László erdélyi vajdának adományozta, hogy ezzel megnyerje a nemesek támogatását. A család kihaltával, 1403-ban Zsigmond király Maróti János macsói bánnak adta tovább az uradalmat, aki még tovább bővítette a terület fennhatóságát. 1418-ban már hetvennyolc birtokrész tartozott hozzá, Gyulától egészen Kunágotáig, s ezeket három mezővárosból irányították, úgy mint Gyuláról, Békésről és Simándról.
Gyula várossá fejlődése az Anjouk idejében indult el. Károly Róbert több kiváltságot adott a városnak: bíró és elöljáró választási jogát, valamint a fontos vásártartási jogot. Ebben az időben Zsigmond vámmentességet adott a polgároknak, de a kiváltságok kiterjesztését Maróti is tovább folytatta; ezután a város már maga szedhette adóját, s polgárai felett maga bíráskodhatott. Maróti egyébként is sokat tett a város felemelkedése érdekében: ekkor kerültek Gyulára a Ferenc-rendi szerzetesek, és ő kezdte el építeni a gyulai várat 1405 körül. 1476-ban Maróti Máté halálával magvaszakadt a Maróti család, az uradalom pedig újra visszaszállt a királyra. Mátyás király 1476-ban a város addigi kiváltságait megerősítette és a lakosok vámmentességét az egész országra kiterjesztette.
Hat év múlva, 1482. április 8-án Mátyás király az uradalmat természetes fiának Corvin Jánosnak adományozta. Ugyancsak fia hatalmát akarta növelni az 1484-ben kelt rendeletével, amelyben a főispáni, alispáni és szolgabírói tisztséget a gyulai várhoz kapcsolta. Ezzel Gyulát véglegesen a megye székhelyévé tette, kizárva a nemesség külön szervezkedésének lehetőségét.
A 16. század eleje tragédiák sorát hozta a Hunyadi családra. 1504-ben a Szerémségben meghalt Corvin János, egy év múlva pedig követte őt fia, Kristóf – mindkettőjüket a lepoglavai pálos kolostorban temették el. Leánya, Erzsébet, Gyulán hunyt el 1508-ban, s 1510-ben követte őt édesanyja, Frangepán Beatrix. Ezzel Mátyás király családja végleg kihalt.
1514 májusában Dózsa seregei álltak Gyula alatt. Dózsa „a mezőn tábort ütött, s ott harmadszor számlálá meg hadnépét, úgy találta a számot, hogy már harmincháromezer embere van.” A vár ostromáról nincsenek adataink. Miután Dózsa hírét vette, hogy a nemesség a közeli Csanád alatt gyülekezik, hadával május 24-én elvonult. 1527-ben újabb felkelés tört ki a városban. A Cserni Jován-felkelés ellen Gyulán gyülekezett Perényi Péter erdélyi vajda serege. Ezt a sereget a szerbek szétverték, Szapolyai serege azonban túl erősnek bizonyult, és megsemmisítette a délvidéki lázadást. 1526-ban a mohácsi csatavesztés után bekövetkezett kettős királyválasztást pártharc követte, mely a környék pusztulását vonta maga után.
A török előtti Gyula a 16. század elején érte fénykorát. 1525-ben már mintegy 3000 lakosa volt, és bár a megyében nem Gyula volt a legnagyobb település, egyaránt fontos szerepe volt az iparban, a kereskedelemben, és a kultúrában is. A foglalkozás-nevekből ítélve ekkor a lakosság mintegy 28%-a volt kézműves és kereskedő, s köztük legalább huszonegy iparág képviselői tevékenykedtek folyamatosan. Az iparosok tizenkét céhbe tömörültek.
A városi élet megteremtette a kulturálódás lehetőségeit is. A 16. század elején öt templom és két kolostor volt a városban, s a gyulai plébánia jövedelme felért egy prépostság vagy apátság bevételével. Ebben az időben már említik a gyulai iskolát, aminek neves tanulója volt például Szerémi György történetíró, valamint a jó nevű iskolába Zemplénből jött tanulni a két Szikszai Fabricius testvér. Közülük Balázs később sárospataki, Demeter pedig gyulai tanár lett.
A mohácsi csata után a reformáció gyors terjedését bizonyítja két kiváló prédikátor, Ozorai Imre és Szegedi Kis István Békés vármegyei szolgálata. 1545-ben Gyulára hívták tanítani Szegedi Kis Istvánt, aki a gyulai iskola tanulója majd tanítója volt, egészen 1537-ig, s Wittenbergből visszatérve a gyulai várkapitány biztosított neki szabad igehirdetést. A korabeli irodalmi alkotások közül nem egy készült Gyulán, vagy szól Gyuláról. Ilyen Imre plébános neves zsolozsmáskönyve, az 1550-ben született História Sodoma és Gomora veszedelméről, majd az 1560-as években a Cantio de militibus pulchra (Szép ének a vitézekről) históriás ének – utóbbi a legszebb ma ismert históriás énekek közé tartozik. 1563-ban Szikszai Fabricius Demeter írt Gyuláról latin nyelvű dicsőítő éneket, megemlékezve ezzel a város akkori gazdagságára.
A gyulai vár 1566. évi ostroma

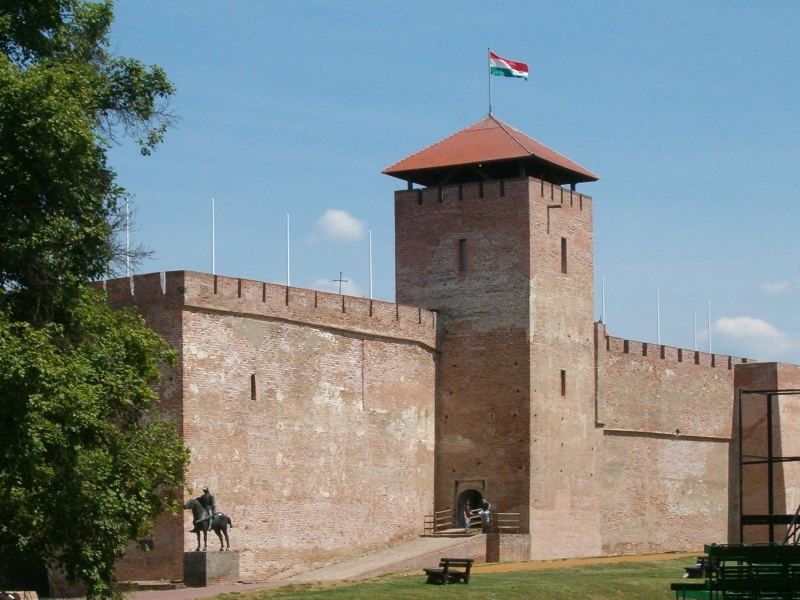
A gyulai vár

A mohácsi veszedelmet és a két király harcát követő időkben Gyula városának meghatározó eseménytörténeti momentumait a török elleni védekezés határozta meg. Az 1552-es várháborúkat követően három vár emelkedett ki az oszmán-török elleni küzdelmekben, melyeket a szakirodalom főváraknak nevez. Ezek Szigetvár, Eger és Gyula várai voltak. I. Ferdinánd magyar király 1560-ban nevezte ki Szigetvár korábbi kapitányát, Kerecsényi Lászlót a gyulai vár főkapitányává. Kerecsényi Paolo Mirandola itáliai hadmérnököt kérte fel a vár erődítési terveinek elkészítésére. A munka monumentalitását érzékelteti, hogy volt idő, amikor egyszerre háromezer jobbágy dolgozott a földsáncokon. A kor színvonalán álló tervekből kitűnik, hogy a várat egy olaszbástyás rendszerű erődítménnyé kívánták átalakítani, melyet végül maradéktalanul nem sikerült megvalósítani.
Amitől évek óta rettegtek a gyulaiak, az 1566-ban bekövetkezett. Pertev pasa 30 ezres seregével Gyula alá érkezett. Elsőként július 2-től 11-ig körülvette a várat a török, majd július 11-én indította meg támadást a vár ellen. A harcok második szakaszában a vár leggyengébb pontját, a huszárvárat ostromolta a török. A védők 13 napon át tudták tartani azt, végül július 23-án, a vizes árkon átkelve, maguk után a hidat felégetve a derékvárba vonultak vissza Gyula védői. Az ostrom harmadik szakaszában a török a huszárvárba nyomulva felállította ágyúit és onnan lőtte a vár bástyáit, ill. annak tornyát. A belső vár leromlott állapota már nem nyújtott védelmet a gyulaiaknak. A nyári hőségben a kutak kiapadtak, a temetetlen halottak járványveszélyes helyzetet idéztek elő. A vár védői közül is sokan betegségben haltak meg, vérhas járvány tizedelte őket. Hátországi segítség hiányában, a megfogyatkozott őrség és a várban rekedt asszonyok, gyerekek miatt Kerecsényi kénytelen volt tárgyalásokat kezdeményezni a törökkel. A derékvárat augusztus 20-ig, 28 napon át sikerült tartani a megújuló török rohamok és a folyamatos ágyúzás ellenére, ami szinte csodának számít. Ezt követően tárgyalásokat kezdeményezett Kerecsényi a vár átadásának ügyében, melynek aláírására végül augusztus 30-án került sor. A török hitszegésére számítani lehetett, a szeptember 2-án kivonuló védőket fosztogatták és sokukat lemészároltak közülük a török janicsárok. Kerecsényi várkapitány is fogságba esett az elvonulás során. Nándorfehérvárra vitte a török, ahol kivégezték.
A várvédők 63 napi hősies kitartásuk a török elleni várharcok csúcsát jelentette. Gyula vára csaknem kétszer tovább állt ellen a töröknek, mint a lényegesen jobban megerősített Temesvár (35 nap) és Szigetvár (31 nap), nem beszélve Eger 1596-os ostromáról (21 nap). Egyetlen más magyarországi vár sem tudta ilyen hosszú időre lekötni az ostromló török sereget. Márpedig egy végvárnak éppen az a fő funkciója, hogy az ellenség mind hosszabb idejű lekötésével megkímélje a hátországot a további pusztítástól. A gyulai várat akkor sem, s azután sem tudták bevenni, ha gazdát cserélt, mindig a védők kiéheztetését követő tárgyalások útján, nem pedig feltétel nélküli kapitulációval jutott ostromlói kezére.
Kerecsényi Lászlót a vár átadása miatt hibáztatni és bűnbakká kiáltani alaptalan lenne. Párhuzamot vonva az 1566-os török hadjárat eseményei között megállapítható, hogy Zrínyi Miklóssal ellentétben Kerecsényinek volt választási lehetősége. Szigetvár esetében Zrínyi egy égő és tarthatatlan várat hagyott hátra. Katonáinak nem maradt választási lehetőségük, azok vagy bennégnek halálra, vagy egy kitöréssel esélyt adnak néhányuknak az elmenekülésre. Kerecsényi Gyulán a várba menekült nagyszámú gyulai lakosság épségének megóvása érdekében kötötte meg az egyezséget a törökkel. Ha nem lett volna kellően bátor és mesterségét kiválóan értő várkapitány a gyulai vár élén, akkor várvédői teljesítménye – 63 napig tartotta közel tizenötszörös túlerővel szemben a várat – elképzelhetetlen lett volna! Kerecsényi reménytelen helyzetében a gyulai lakosságot akarta megkímélni. A vár feladását ennek ismeretében, mint választható megoldást kell vizsgálni. Kerecsényi és végvári vitézei hősiesen vállalták az eleve reménytelennek látszó küzdelmet. Földjükért, hitükért, hazájukért, s a keresztény Európa védelméért ontották vérüket Gyula falai alatt. A történet legnagyobb bűnöse az a tehetetlen király, aki feláldozta Magyarországot saját nagyhatalmi érdekéért, ütközőállamot létrehozva a Habsburg Birodalom és az Oszmán Birodalom közé. Így veszett el 129 évre felmentő sereg híján, a segítség teljes hiánya miatt Erdély kapuja, az ország egyik pallosa: Gyula.

### A törökkori Gyula (1566–1695)

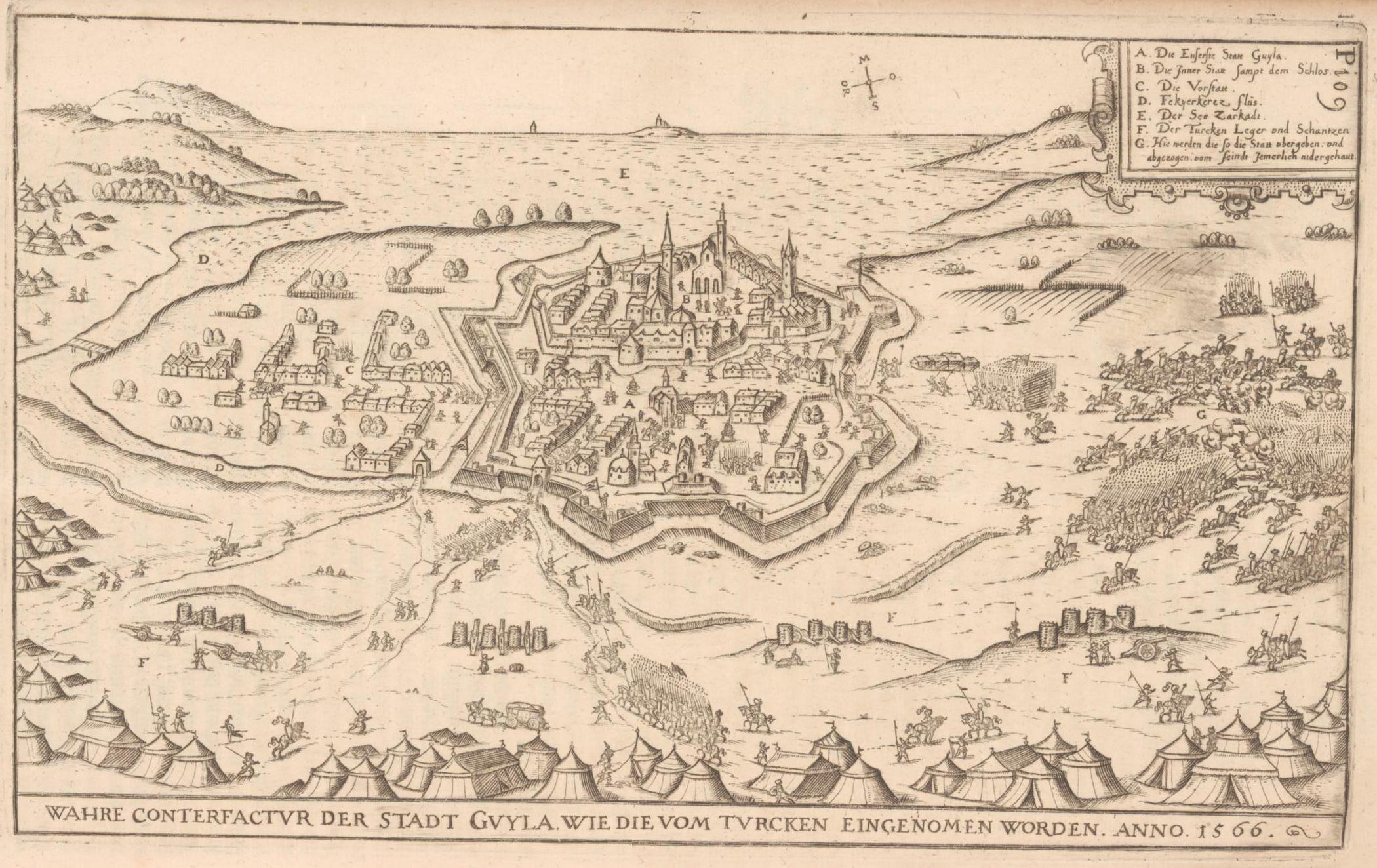
A gyulai vár ostroma 1566-ban

A gyulai vár elfoglalásával szinte a teljes Körös-Maros köze elveszett, s az Oszmán Birodalom berendezkedett a területen. A vidéket a temesvári vilajethez csatolták, s az aradi szandzsákot megszüntetve létrehozták a gyulai szandzsákot, amely a gyulai, aradi, békési, zarándi és bihari 'nahijére tagozódott. Temesvárott a beglerbég, Gyulán pedig a bég volt az úr. A mozgékony török iparosok és kereskedők többnyire a városokban telepedtek le, s minden bizonnyal így volt ez Gyulán is, a török történetírók ugyanis török és magyar lakosságúnak vallják az ekkori székhelyet. A török uraság keveset változtatott a városon, általában vallásos rendeltetésű épületeket emelt, köztük két dzsámit (egyet a várban, egyet a városban), egy türbét, valamint szertartásos fürdőt a városban lévő dzsámi mellett. S bár a történetíró később több muszlim épületet is említ, ezek helyét azóta sem tudták azonosítani. Érdekességként érdemes megjegyezni, hogy az építkezésekhez a szomszédos falvak magyar templomainak köveit használták fel.
A török kori Gyulát Evlija Cselebi török világutazó 1664–1666 között kelt leírásaiból ismerjük. Cselebi a Porta megbízásából bejárta Európa és a Közel-Kelet csaknem minden országát, s a negyvenéves szolgálata alatt látottakat tíz vaskos kötetben írta meg. A gyulai vár ismertetése mellett így festi meg a 17. századi, általa külvárosnak nevezett polgárvárost: 
Igen nagyon kiépült és népes külváros ez, csakhogy ezt négy oldalán nem övezi töméspalánkfal… hanem csupán egyszeres tömés-palánkfala van… Utcái mind deszkaburkolatúak… Összesen négy városrészből áll négy imádkozóhellyel: Szulejmán khán dzsámija és Ali bég dzsámija szép ólomtetejű dzsámik. Az alapító Ali bég is e dzsámiban van eltemetve. Az említett két dzsámin kívül… ólomtetejű épület nincs. Van kilenc zaviéja (apró cellákra osztott épület tanulók és szerzetesek részére), három medreszéje (szerzetesi iskola), két kolostora, három elemi iskolája, tizenegy fürdője. Van 200 boltja, a külső városban három temploma… Különös látvány az, hogy az egyik házból a másikba, egyik kertből a másikba, a malomba, barátjának vagy ismerősének látogatására mindenki csónakon megy.
Gyula ezután közel száz évig török végvár maradt, s míg a folyamatos harcok egyre pusztították a vidéket, a 16. század végén zajló tizenöt éves háború teljes pusztulást hozott magával. A helyzetet s a megfogyatkozott adófizetői létszámot a török hadúr a lakosság gyarapításával próbálta meg ellensúlyozni, ezért a Délvidékről hozott telepeseket az elhagyott falvakba. 1693 végére a Maros-vonalán minden figyelemre méltó vár és palánk erődítés a császári csapatok ellenőrzése alá került. Ekkor kapcsolódott be a Maros, a Körösök és a Szeged-Szolnok közötti rendszeres őrjáratozásba hajón és szárazon a császári kézbe visszakerült Váradi Főkapitányság. Gyakorlatilag Gyula maradt a törökök egyetlen erőssége a Marostól északra. 1694-es évben több várból kijuttatott török levelet is elfogtak a császári csapatok, melyekben élelmiszer bejuttatását kérik a Temesváron állomásozó török armadától. A török hadvezetés képtelen volt Gyulára élelmet szállítani. A török várvédők sorsa megpecsételődött. 1694. december közepén a várparancsnok jelezte kapitulációs szándékát. December 21-én megszületett a vár feladásáról, az őrség és a lakosság szabad elvonulásáról szóló szerződés. Gyula török őrsége 1695. január 18-án távozott a várból, ezzel 129 év múltán ismét keresztény kézbe, a Habsburg Birodalom fennhatósága alá került a város.

### A török kiűzésétől a polgári forradalomig (1695–1848)
A gyulai várban visszamaradt rác katonaság 1703-ban feldúlta a várost, 1705-ben pedig a kurucok ostromolták a várat, Károlyi Sándor vezetése alatt. Végül a tartós visszatelepülés a kuruc szabadságharc leverése után vált lehetővé, ezért 1714-től számítjuk Gyula török utáni történetét.
A visszafoglalt területeket a bécsi udvari kamara kincstári igazgatás alá vette, s III. Károly király 1715-ben visszaállította a megyei közigazgatást. Az így létrejött kettős (kamarai és megyei) közigazgatás 1720-ban szűnt meg, amikor a megye négyötöd részét Harruckern János György udvari hadiszállító kapta meg érdemei jutalmául. Az ekkori vidék lakatlanságáról sok leírás tanúskodik; egyikük szerint 1698-ban az udvari kamara tiszttartója bejárta a területet Gyulaváritól Szentandrásig, s mindössze Békés volt az egyetlen hely, ahol legalább tíz embert találhatott. Két évtized múlva, amikor az aradi tiszttartó elküldte jelentését a megye felértékeléséről, azzal érvelt felettesének, hogy a felmért helységek lakosai igen szegények: három-négynek kell összeállnia, hogy egy ekébe vagy szekérbe állatot fogjanak. Ezen a rendkívül elmaradott és elvadult vidéken kellett újrakezdeni az életet, s amikor 1714-ben az első települők, körülbelül húsz magyar család, megérkeztek Gyulára, a város legmagasabb pontján, a mai plébánia környékén építették fel a házaikat.
A vár seregének soraiban rác és román katonák egyaránt vállaltak szolgálatot. A várőrség felszámolása után a rácok eltávoztak, néhány román család pedig a kastélyban vállalt feladatot s a vár környékén telepedett le, megteremtvén a mai Románváros – vagyis a templom védőszentjéről elnevezett Miklósváros – alapjait. 1723-tól a földesúr több hullámban német lakosokat telepített a városba a Rajna vidékéről. Letelepedésüknek helyét saját dinnyés- és kukoricaföldjein jelölte ki. Kijelölték a település főutcáját, amely a mai Jókai utca helyén volt található. 1734-ben a német lakosság külön bírót választott magának, s elszakadva Gyulától, Németgyula néven 123 éven át önálló közigazgatás alatt álló várost alkottak. 1730-ban kétszázötven család élt a városban, mintegy 1250 lakossal, majd a számuk 1783-ra 6434 főre növekedett. Mindhárom felekezet, a (római katolikus, a református és az ortodox) felépítette magának a saját templomát (a jelentősebb templomokat csak a század végén építettek). 1722-ben még megvolt a mai plébániatemplom helyén a török mecset és minaret, mögöttük állt a kupolás török fürdő, s ugyancsak volt egy minaret a kastély udvarán.
A város fejlődése a tizennyolcadik század második felében gyorsult fel. A korai épületekből az 1735-ben épült kántorlak és iskola maradt meg. Az 1738. évi pestisben 1308 lélek lelte halálát, s a túlélők fogadalomból építették a ma is meglévő Szentháromság-kápolnát. A század második felétől már több emléket tudunk felmutatni, köztük a római katolikus plébániaépületet, a római katolikus és református templomot, a vármegyeházát, a németgyulai tanítói lakást és néhány tehetősebb polgári házat.
Az 1790-es években elkészült az első kövezett út is a Kapus-híd és a kastély között – ez volt a vármegye első kövesútja –, s a 19. század elején felépültek az első kőhidak, a Bárdos- és a Kapus-híd.
Az alföldi városok nád- és zsindelytetős házait gyakran pusztította tűzvész. 1782–1882 között, száz év alatt hét tűzvész volt a városban, az 1801. évi pedig minden azt megelőzőt felülmúlt. A Németgyulán keletkezett tűzvész végigpusztított az egész városon, nem kímélve a templomokat és a kastélyt sem. A tűz után a vármegye felújította eddigi rendeletét: ha valakit akár utcákon, akár udvaron pipával találnak, ötven botütéssel büntessék. A feladat a város újjáépítése volt; szükségessé vált az építési szabályrendelet kiadása, a város mérnöki terv szerinti építése. Akkor szélesítették ki a vármegyeháza előtti teret, s kialakult a mai Petőfi-Erkel-Harruckern tér együttese. A kastély védelme miatt nem engedték az utca jobb oldalának beépítését – ez lesz később a Maróti tér, a mai Groza park. A földesúr által Gyulára hozott Czigler építőmester nagy munkát végzett az újjáépítéskor; ebből az időszakból több klasszicista épület maradt ránk, s a földszintes polgárházakkal szegélyezett utcák korai épületei is ezt az időszakot tükrözték.
A víz volt a másik veszedelem. Mivel a Fehér-Körös átfolyt a városon, s az áradások gyakran elöntötték a települést, 1816-ban Magyargyulán százhetvenkilenc ház dőlt össze, míg 1843-ban kettőszázhárom. A 18. század végén már volt egy kávéház a városban, s az uradalomban öt, Magyargyulán kettő, Németgyulán pedig egy-egy kocsma. Az uradalom tulajdonát képezte a kastéllyal szembeni Arany Korona (a későbbi Korona) fogadó. Nevével gyakran találkozunk útikönyvekben, mert sok kulturális és történelmi esemény színhelye volt. A reformkori társas élet ma is meglévő emléke a Százéves cukrászda.
A politikai élet Gyulán is felélénkült a reformkorban. AZ 1832–1836. évi országgyűlési ifjak vezetői között ott találjuk a Békés megyei főorvos fiát, Tormássy Jánost is, akit az országgyűlési perek során megvádoltak, s Lovassy Lászlóval együtt börtönbe zártak. A haladó középnemesi erők egyik vezéregyénisége volt barkóczi Rosty Albert (1779-1847) békési alispán (báró Eötvös József apósa). 1841-ben pesti mintára Gyulán is megalakult a Kaszinó, a politikai élet nyüzsgő fóruma.
A 18. század elején az uralkodó gazdasági ág az állattenyésztés volt: míg 1715-ben mindössze kilencvenegy hold földet művelt az itt élő huszonkilenc család, öt év múlva már 900-at, 1773-ban pedig már csaknem 3996 holdon folyt a növénytermesztés. Az ipar megyei szinten elsősorban Gyulán fejlődött. 1724-ben ötvenhét mesterembert írtak össze, a század vége felé sorra alakultak a céhek, s a 19. század közepén már tizenhét céh működött a városban. Az iparosodás együtt járt a kereskedelem fejlődésével is. Amíg 1737-ben mindössze hat kereskedő volt a vármegyében, s ebből kettő Gyulán, 1773-ban a számuk harminckettőre nőtt, s egyharmaduk ebből szintén Gyulán dolgozott. Egy 18. századi boltíves üzletház (a megye legrégibb üzletével) ma is áll a harisnyagyár mellett.
A gyulai vásárok fontosságát növelte hogy Harruckern báró 1723-ban vásártartási jogot szerzett a városnak. Az erdélyi hegyekből a Fekete-Körösön úsztatták le a tűzifát és épületfát a helyszínekre, s az erdélyi faárusok innen szerezték be gabonájukat.
A művelődés is ekkor bontakozott ki teljességében; 1715-ben még nem találtak írástudó embert, aki a megyei tisztikarban helyet foglalhatott volna, 1716-tól viszont már ismerjük a helybeli tanító nevét, s ettől kezdve folyamatosan követhető a gyermekek iskolai oktatása.
Leírás a településről a 18. század végén: „Magyar, és német Gyula, két egy más mellett lévő mező városok Békés Vármegyében, földes Ura B. Harukker Uraság, lakosai katolikusok, és reformátusok, fekszik Körös vize között, hajdani ó Várával nevezetesíttetett. Lakosai szorgalmatosak, vásárjai pedig népesek, az Uraságnak épűletein kivűl, vadas kert, és tekenős békás tavak is vagynak itten. Határbéli földgyeinek nagyobb része gazdagon terem, vagyonnyainak el adásokra jó alkalmatosságjok van helyben, és Aradon, legelőjök tulajdon marháiknak elég, erdejek tsekélyes, apróbb szükségjeikre nádgyok elég van, szőleik termők, vízi malmok helyben, első Osztálybéli.”
A század végén Németgyulán is felépült a tanítói lak és az iskola, amiben 1807-től magának Erkel Ferencnek az édesapja tanított. A 19. század első évtizedeiben alakították ki a belvárosi katolikus elemi iskola ma is meglévő, valóban impozáns épületét, s ugyanettől az időszaktól kapta a magyar kultúra Erkel Ferencet és Pálffy Albert írót. A színjátszás első emlékei a kastélyhoz fűződnek, ahol a korabeli kastélyszínházakhoz hasonlóan főúri műkedvelők is tartottak előadásokat. 1821–1845 között 21 német nyelvű előadásról tudunk.
Az egészségügy terén 1770-ben tette meg a város az első lépéseket: ekkor alkalmaznak először orvost, s ugyancsak 1770-ben nyílt meg Gyulán a megye első gyógyszertára, a Megváltó gyógyszertár. 1826-ban kórház felállítását határozta el a megye, de a kórház végül csak 1846. május 1-jén kezdte meg működését, a mai kórházi főbejárat melletti épületben.

### Forradalom és szabadságharc (1848–1849)
Az 1848. március 15-i forradalom híre március 20-án érkezett Gyulára. A 22-ére meghirdetett népgyűlés alkalmával a gyulaiak elözönlötték az utcákat, s a megyeháza udvarán tartott népgyűlésen ismertették a pesti eseményeket. Az ügyek intézésére a megye „közbátorsági bizottmányt” választott, és sürgető feladatként elhatározta a nemzetőrség felállítását. Májusban új főispánt neveztek ki a reformkor haladó politikusa, báró Wenckheim Béla személyében. Júniusban a délvidéki zavargások miatt a gyulai nemzetőrséget Makóra vezényelték az ottani átkelőhelyek őrzésére. A nemzetőröket háromhetenként váltották, s a toborzás utcáról utcára haladva folyt. A békési toborzódalt Szakál Lajos költő, Petőfi barátja, a vármegye főjegyzője írta.
Az év őszén, Jellasics támadásakor megkezdődött a szabadságharc. Októberben egy kis gyulai csoport különös módon próbált segíteni az országon. Elterjedt annak a híre, hogy Joseph von Radetzky tábornagyot küldik a magyar forradalom leverésére. A tábornagy leánya, Friederika von Radetzky grófnő (1815–1866) viszont (I.) Wenckheim Károly gerlai gróf (1811–1892) felesége volt, és épp itthon tartózkodott. Így született meg a Szarvas kocsmában összegyűlt néhány polgár fejében az a terv, hogy el kell fogni Radeczky leányát, s ezzel kell kényszeríteni a tábornokot a visszavonulásra. A grófnő azonban váratlanul elutazott Gerláról, így a tervet elejtették. Az osztrákok decemberi támadása Debrecenbe kényszerítette a kormányt, s az ország védelmében, a tavaszi hadjáratra való felkészülésben Gyula is kivette részét. 1849. február 10-én érkezett meg Damjanich tábornok levele, hogy a 7. hadosztály beteg katonái számára kórházat kíván berendezni a városban, egyet a honvédeknek, egyet a hadifoglyoknak. Más alkalmas épület nem lévén a római katolikus és a közeli református iskolákat adták át a hadseregnek, s március 16-ig 242 beteget ápoltak a kórházban.
Május 2-án a betegeket Nagyváradra szállították ezzel a gyulai hadikórház megszűnt. A haza védelmében a gyulai céhek is részt vettek: nagy mennyiségű hadfelszerelést állítottak elő a honvédségnek. 1849 tavaszán pedig lőszerkészítő műhely működött Gyulán. A szabadságharc végén szomorú esemény színhelye lett a város. 1849. augusztus 13-án a világosi fegyverletételkor a magyar sereg tisztjei megtarthatták oldalfegyvereiket, s az oroszok előbb Sarkadra, majd az ott kitört járvány miatt Gyulára kísérték őket. Az oroszok megszállták a mai Megyeház, Városház, Kossuth Lajos és Nagyváradi utcákat, a foglyokat pedig a mai Groza park helyén, sátrakban helyezték el. Anrep tábornok és vezérkara a várban szállásolta el magát. Az oroszok jól bántak a magyar tisztekkel. Eltávolították a grófi kastély elől az osztrák őrséget, együtt mentek a Korona vendéglőbe, ahol a cigánnyal a Rákóczi indulót és a Kossuth-nótát húzatták, senki sem gondolt arra, hogy a foglyok valaha is az osztrákok kezébe kerülnek.
Az aradi tizenhárom vértanú közül a hagyomány szerint kilenc (egyes kutatások szerint tíz) volt Gyulán: Aulich Lajos, Damjanich János, Kiss Ernő, Knezich Károly, Lahner György, Lázár Vilmos, Leiningen-Westerburg Károly, Nagysándor József, és Török Ignác. A tábornokokat magánházaknál szállásolták el, csupán Damjanich és Lahner volt köteles a várkapu melletti cellában tölteni az éjszakát. Damjanich felesége már régóta a kastély vendégeként Gyulán tartózkodott, míg férje a táborban volt. Augusztus 21-én Rüdiger tábornok hozta Paszkievics parancsát, hogy a honvédtiszteket le kell fegyverezni, és át kell adni az osztrákoknak.
Augusztus 23-án reggel a kastély és a vár közötti téren megkezdődött az körülbelül kétezer honvédtiszt lefegyverezése. Másnap, 24-én az oroszok átadták a tiszteket az osztrákoknak, akik 200 szekérrel szállították őket Aradra, a magyar Golgotára.

### A neoabszolutizmustól a monarchia felbomlásáig (1849–1918)
1849 és a kiegyezés között osztrák neoabszolutizmus (Bach-korszak) következett az országban. Békés vármegye élére is királyi biztos került. 1851-ben Békés és Csanád vármegyéket egyesítették, majd 1860 végéig Gyuláról irányították. Az élet csak lassan vált szabaddá. 1852-ben a grófi lovardában színielőadásokat tartottak, egyik előadásukat a nyári szünetben itthon tartózkodó Erkel dirigálta.
A Reinhardt cukrászdának (a mai Százéves cukrászda) csak 1854-ben engedték meg, hogy egy magyar és egy német nyelvű újságot járathasson. 1857-ben újra megnyílt a Kaszinó. Bár az Habsburg neoabszolutizmust a magyarok többsége elítéli, néhány alkotása maradandónak bizonyult. 1857-ben sikerült a német-gyulaiakkal az egyezséget megkötni, s június 15-én aláírták a két város egyesítésének jegyzőkönyvét, amivel Németgyula különállása 123 év után megszűnt. Bonyhádi Gyula megyefőnök szorgalmazására építették tovább a kövesutat a Bárdos hídjától a Fehér-Körös hídjáig.
1855-ben minden addiginál pusztítóbb árvizet élt át a város. A tanyákkal együtt körülbelül másfélezer ház került víz alá. A pusztítás borzalmas volt. Ha „… a medrét egyre iszapoló Fehér-Körös folyása ezután is a városon keresztül meghagyatik… Gyula megszűnik lakóváros lenni” ez volt az árvíz tanulsága. El is határozták a Fehér-Körös új, városon kívüli mederbe terelését, s két év alatt megásták Gyulavarsánd és Békés között a Körös-csatornát (az abszolutizmus korának legnagyobb földmunkáját), azt a medret, melyben a Fehér-Körös ma is folyik. A neoabszolutizmus 1859-re meggyengült, majd 1867-ben létrejött a kiegyezés, amely megteremtette a kapitalista fejlődés felgyorsulásának politikai feltételét.
A vidék mezőgazdasági jellege továbbra is megmaradt, de az állattenyésztés helyett a növénytermesztés lett a fő gazdasági ágazat. (1853-ban a város határának 41%-a volt szántó, 1893-ra ez az arány 67%-ra nőtt.) A tőkefelhalmozás és tőkebeáramlás jele volt a bankok és takarékpénztárak megjelenése. 1863-ban megalakult a Békés-megyei Takarékpénztári Egyesület, 1872-ben pedig a Gyula vidéki Takarékpénztár.
A közlekedés azonban elmaradt a kívánt követelményektől. Kövezett országút nem volt a vármegyében, az 1858-ban megnyílt pest-aradi vasút elkerülte Gyulát, a város csak 1871-ben kapott vasutat a nagyvárad-fiumei vasútvonal megnyitásával. Eközben az új közlekedési csomópont Békéscsaba lett, s ez meghatározta Gyula további fejlődését is.
1887-ben 554 iparosával már csak a negyedik helyen volt a vármegyében. 1872-ben a céhek megszűntek, és a gyáripar korának jelei kezdtek megmutatkozni: 1866-ban megépült az első gőzmalom, amelyet még több követett, a kevés nyersanyagot és sok gyermekmunkát felhasználó gyufagyárak, míg végül a század végén a gyulaiakat is elérte az alapítási láz, mikor egymás után alakultak a szövetkezeti, részvénytársasági vagy magánvállalkozások.
A Fehér-Körösön 1888-ban levonult árvíz után megépült a belvárost gátszakadás esetén megvédő körtöltés, amelyet először 1925-ben próbáltak ki és 1933-ban magasítottak meg.
A gyárak közül a legjelentősebb az 1900-ban alapított harisnyagyár, 1908-ra temesvári leányvállalatával a Monarchia legnagyobb harisnyagyárának számított. A vármegye első nyomdája 1847-ben kezdett működni Szarvason, Réthy Lipót kezdeményezésére, aki nyomdáját 1856-ban Gyulára hozta át, majd Aradra távozott. 1860-ban kezdte meg munkáját Dobay János nyomdája, amely 1873-ig az egyetlen könyvnyomda volt a vármegyében. A szerdától vasárnapig tartó négy gyulai vásár ekkor élte fénykorát. A város külső képe is sokat változott. A 19. század második felének és a 20. század elejének jelentős építkezései meghatározók a mai városkép kialakulásában. Amíg a barokk és a klasszicizmus korából csupán néhány épületet tudtunk felsorolni, s a romantika hatása is alig látható Gyula utcáin (legjelentősebb képviselője az 1860-ban épült városháza), a századvégi és 20. század eleji középületek és magánházak sora már megadja egy-egy utca jellegét.
Az elemi iskolai oktatás egyházanként külön-külön folyt: római katolikus, református, ortodox. 1857-ben a rajztanítás bevezetését tette kötelezővé a helytartótanács. A belvárosi iskola rajztanári állását Karl Fischer bécsi festő nyerte el. Három év múlva hozzá járt rajzórákat venni Munkácsy (Lieb) Mihály. 1874-ben nyílt meg a polgári fiúiskola, a gimnáziumi oktatás csak 1903-ban kezdődött s 1904-ben a polgári leányiskola nyitotta meg kapuit. 1868-ban Mogyoróssy János adományával a városi múzeum és könyvtár alapjait vetette meg. A színjátszást vándortársulatok képviselték, akik nyaranként megjelentek a városban. Előbb a Korona vendéglő arénájában, 1889-től a felépült Pavilonban, 1901-től a Nyári Színkörben tartották előadásaikat. 1869-ben jelent meg az első lap Gyulán, de még abban az évben megszűnt. Viszont megindult a Békés, amely kisebb megszakításokkal 1939-ig létezett, s a leghosszabb életű lap volt a vármegyében. A könyvnyomtatásban kiemelkedő szerepet játszott a Dobay Nyomda, nem egy író (köztük Bródy Sándor is) itt adta ki első munkáját. A 20. század elején megindult növekedést viszont megállította a világháború.

### A két világháború között (1920–1944)
1920. június 4-i trianoni békeszerződés érzékenyen érintette Gyula gazdasági életét. A gazdasági hátteret jelentő 30 község közül csupán négy maradt meg az ország területén, ráadásul nyugati és déli irányban Békéscsaba vonzáskörzete érvényesült. A helyi mezőgazdaság sajátossága volt a bolgárkertészet meghonosodása és továbbfejlesztése. Az első bolgárok az 1890-es években jelentek meg a városban, 100-200 négyszögöles kertekben folytatva az öntözéses gazdálkodást. A gyulaiak eltanulták és továbbfejlesztették a kertészkedést, ekkor váltak országos hírűvé Gyula kertészei. A magyar „bolgárkertészek” nagyobb területet kapcsoltak be az öntözésbe, sőt megjelent a melegházi kertészet is. 1935-ben már 68 gazdaságban 146 holdat öntöztek.
Az iparban általános volt a panasz a gazdasági hanyatlás miatt. Különösen jelentős volt az építőmesterek között, akik közül sokan Herkulesfürdőig eljutottak, s most elvesztették a balkáni vállalkozási területet. Mivel számuk Gyulán igen magas volt, a munka meg kevés, sokan kivándoroltak. Csak 1930-ban 200 kőműves kért kivándorlási engedélyt Gyuláról. A vármegyei tisztikar erőteljesebben nyomta rá bélyegét a város életére, mint a nagyobb városokban, mert itt az elitet nem ellensúlyozta gazdag tőkés polgárság. A megyei tisztikar jelentette a társadalom csúcsát. A hanyatlás mellett olyan pozitív fejlődést is tapasztalhatunk, mint a Megyei Kórház országos jelentőségű intézménnyé fejlesztése. A városiasodás folytatódott és Gyula új városrészekkel bővült. 1920-ban Máriafalván 332, 1921-ben a Krinolinkertben 238, a következő évben a Galbácskertben 103 telket osztottak ki, majd 1927-ben az Aranyági-szőlők és Ajtósfalva házainak száma is gyarapodott.
Az utolsó házhelykiosztás 1942-ben a Kastélykertben történt (242 házhely). A Krinolinkert és a Kastélykert a város egyik legszebb villanegyedévé vált. A városépítés szempontjából szerencsés volt Gerlóczy Gedeon budapesti műépítész megnyerése több épülettervezésére. Az építész, akinek legtöbb vidéki alkotása épp Gyulán található, lényegében biztosította a városkép további egységes fejlődését. Gyula kulturális értékteremtő erejét erősítette, hogy József Dezső helyi festőművész-tanár 1922-ben megalapította a Békés megyei Képző- és Iparművészeti társulatot Gyulán, amely kapcsán később művésztelep is létre jöhetett. Első kiállításukat 1922 karácsonyán tartották. A rendszeres kiállítások mellett 1972-ben jubileumi tárlaton emlékeztek meg a nagyszerű képzőművészeti vállalkozásról. Az emlékkiállításon a régiek mellett már az új Gyulához kötődő művész-generáció is bemutatkozott. Bajnok Béla, Mogyoróssy István szobrászművész, Gyulai József, Koszta Rozália, Meskó Anna, Póka György, Oláh Józsefné festőművészek munkái voltak láthatóak.

### A második világháború után (1945–napjaink)
1998. január 14-én itt történt az egész országot megrázó és máig megoldatlan Szathmáry Nikolett-gyilkosság.

## Közélete

### Polgármesterei
| Polgármester | Polgármester      | Polgármester    |  |
| ------------ | ----------------- | --------------- |  |
| 1990–1994    | Dr. Pocsay Gábor  | MDF             |  |
| 1994–1998    | Lebenszky Attila  | SZDSZ           |  |
| 1998–2002    | Dancs László      | Fidesz-MDF-KDNP |  |
| 2002–2006    | Dr. Perjési Klára | MSZP-SZDSZ      |  |
| 2006–2010    | Dr. Perjési Klára | MSZP-SZDSZ      |  |
| 2010–2014    | Dr. Görgényi Ernő | Fidesz          |  |
| 2014–2019    | Dr. Görgényi Ernő | Fidesz-KDNP     |  |
| 2019–2024    | Dr. Görgényi Ernő | Fidesz-KDNP     |  |
| 2024–        | Dr. Görgényi Ernő | Fidesz-KDNP     |  |

A településen a 2002. október 20-án megtartott önkormányzati választás érdekessége volt, hogy az országos átlagot jóval meghaladó számú, összesen 8 jelölt indult a polgármesteri posztért. Ilyen nagy számú jelöltre abban az évben az egész országban csak négy másik település (Erdőtelek, Fonyód, Mezőfalva és Újkígyós) lakói szavazhattak, ennél több, 10 aspiránsra pedig csak két községben, a frissen önállóvá vált Berentén és Úriban akadt példa.

### A 2024-es önkormányzati választás eredménye
- A polgármester-választás eredménye[25]

| Jelölt neve           | Jelölő szervezet(ek) | Jelölő szervezet(ek) | Szavazatok száma | Szavazatok aránya |
| --------------------- | -------------------- | -------------------- | ---------------- | ----------------- |
| Dr. Görgényi Ernő     |                      | Fidesz – KDNP        | 6746             | 49,72%            |
| Dr. Sióréti Gabriella |                      | MARÉG                | 3916             | 28,86%            |
| Durkó Károly          |                      | Városbarátok         | 1958             | 14,43%            |
| Vidó Attila           |                      | Mi Hazánk            | 949              | 6,99%             |
| Összesen              |                      |                      | 13 569           | 100%              |

- A képviselőtestület-választás eredménye[26]

| Párt | Párt          | Mandátumok | Képviselő-testület | Képviselő-testület | Képviselő-testület | Képviselő-testület | Képviselő-testület | Képviselő-testület | Képviselő-testület | Képviselő-testület | Képviselő-testület | Képviselő-testület | Képviselő-testület |
| ---- | ------------- | ---------- | ------------------ | ------------------ | ------------------ | ------------------ | ------------------ | ------------------ | ------------------ | ------------------ | ------------------ | ------------------ | ------------------ |
|      | Fidesz – KDNP | 9          | P                  |                    |                    |                    |                    |                    |                    |                    |                    |                    |                    |
|      | MARÉG         | 2          |                    |                    |                    |                    |                    |                    |                    |                    |                    |                    |                    |
|      | Városbarátok  | 2          |                    |                    |                    |                    |                    |                    |                    |                    |                    |                    |                    |
|      | Mi Hazánk     | 1          |                    |                    |                    |                    |                    |                    |                    |                    |                    |                    |                    |

## Népesség
Az 1930-as népszámlálás adatai alapján a városnak akkor 25 241 lakosa volt, ebből 87% magyarnak, 11% románnak és 1% németnek vallotta magát.
2001-ben a város lakosságának 95%-a magyar, 2%-a román, 1%-a német és 1%-a egyéb (főleg cigány, szlovák és görög) nemzetiségűnek vallotta magát.
A 2011. évi népszámlálás adatai szerint a város lakosainak száma 31 410 fő volt, ebből 83,4% magyar, 3,1% német, 3,1% román, 0,3% szlovák, 0,3% cigány (roma), 0,8% egyéb nemzetiségűnek vallotta magát, 16,4% pedig nem kívánt válaszolni nemzetiségi hovatartozását illetően. A vallási megoszlás a következő volt: római katolikus 18,4%, református 17,9%, evangélikus 1,6%, görögkatolikus 0,4%, felekezeten kívüli 28,2% (29% nem nyilatkozott).
2022-ben a lakosság 90,9%-a vallotta magát magyarnak, 2,9% románnak, 1,5% németnek, 0,6% cigánynak, 0,2% szlováknak, 0,1-0,1% szerbnek, lengyelnek, ukránnak és görögnek, 2,6% egyéb, nem hazai nemzetiségűnek (8,8% nem nyilatkozott; a kettős identitások miatt a végösszeg nagyobb lehet 100%-nál). Vallásuk szerint 15,1% volt református, 15,1% római katolikus, 1,7% ortodox, 1,5% evangélikus, 0,5% görög katolikus, 2,2% egyéb keresztény, 0,9% egyéb katolikus, 26,6% felekezeten kívüli (36,3% nem válaszolt).
A település népességének változása: 
| Lakosok száma | 31 199 | 30 865 | 29 308 | 28 602 | 27 933 | 28 090 | 27 834 |
|               | 2013   | 2014   | 2019   | 2021   | 2022   | 2023   | 2024   |

## Gazdaság
Feldolgozóipara a gyulai kolbászról nevezetes. 2022-ben nyílt meg az Airbus Helicopters magyarországi helikopteralkatrész-gyártó üzeme

## Közlekedés
Gyula vasútállomás a MÁV 135-ös számú Szeged-Békéscsaba-Gyula illetve a 128-as (Gyula-Kötegyán-Vésztő-Püspökladány) vasútvonalon található; a vasútállomás a megszűnt Gyula-Jánoszug megállóhely és Gyulai Városerdő megállóhely közötti pályaszakaszon található.
Közúton alapvetően Békéscsaba felől a 44-es főúton, illetve Sarkadról, Dobozról, Kétegyházáról, Elekről, valamint Szabadkígyósról, az azonos nevű utakon érhető el. A 44-es főút elkerüli a város lakott területeit.
Gyula 1970 óta fontos közúti határátkelőhely: Arad–Bukarest irányában Romániával határos, illetve fontos útvonalat biztosít ugyanebben az irányban a balkáni államok felé. A magyar-román határszakaszon máig Gyula az egyetlen olyan határátkelő, amelyhez fejlett városi infrastruktúra is kapcsolódik.

## Oktatás

### Általános iskolák
- Bay Zoltán Általános Iskola
- Dürer Albert Általános Iskola
- Implom József Általános Iskola
- 5. Számú Általános Iskola
- Magvető Református Általános Iskola
- Karácsonyi János Katolikus Általános Iskola

### Középiskolák
- Erkel Ferenc Gimnázium és Kollégium
- Karácsonyi János Római Katolikus Gimnázium
- Göndöcs Benedek Középiskola Szakiskola és Kollégiumai
- Nicolae Bălcescu Román Gimnázium, Általános Iskola és Kollégium
- Harruckern János Közoktatási Intézmény

### Felsőoktatás
- Gál Ferenc Egyetem Egészség- és Szociális Tudományi Kar

## Turizmus
Kereskedelmi szálláshelyeken eltöltött vendégéjszakák tekintetében 301 ezer vendégéjszakával (2012) Magyarország 12. legnépszerűbb települése.

### Látnivalók
| - Az Erkel Ferenc Múzeum kiállítóhelyei: - Gyulai vár és Vártörténeti Kiállítás - Ladics-ház - Erkel Ferenc Emlékház - Kohán Képtár - Honvédtiszti Emlékhely - Várfürdő - Gyulai Almásy-kastély Látogatóközpont - Gyulavári kastély - Szent Miklós román ortodox katedrális - Román ortodox püspökség múzeuma - Várszínház Igazgatóságának épülete (egykori Tiszti Kaszinó) - Rádiótörténeti Kiállítás - Baptista imaház - Vízügyi Igazgatóság épülete (Thezarovits-palota) - Táj-, víz- és fürdőtörténeti bemutatóház Archiválva 2015. február 6-i dátummal a Wayback Machine-ben - Városháza (egykori Vármegyeháza) - Levéltár épülete (egykori Pénzügyi Igazgatóság) - Református templom - 18. századi iskolaépület és kántorlak - Százéves cukrászda - Nádi Boldogasszony plébániatemplom - Városi Könyvtár épülete (egykori Városháza) - Világóra - KöröspArt Galéria - Kapus-híd - Kossuth tér szökőkútjai és az Anamorfózis - Szentháromság kápolna - Karácsonyi János Katolikus Gimnázium épülete - Egykori Honvéd Laktanya (Vértanúk útja 1–5.) - Egykori zsinagóga (ma Zeneiskola) |  | - Szent József templom - „Máriás” Schriffert-ház - Német Nemzetiségi Gyűjtemény - Egykori németvárosi Városháza (ma kollégium) - Szűz Mária Kegy- és Emléktárgyak Gyűjteménye - Ferences rendi romkert - Göndöcs-kert, Vigadó - Törvényszéki-palota épülete - Evangélikus templom - Royal Filmszínház - Komló Szálló - Bárdos-híd - Húsipari Történeti Kiállítás - Kisrománvárosi (Krisztinavárosi) román ortodox templom - Kálvária apsziskápolna - Tanyamúzeum (Steigervald tanya) - Egykori huszárlaktanya (ma Harruckern János Középiskola) - Nagy Bambuszkert - Gyulai tűs gát bemutatóhely - Gyulavári református templom - Csiga-kert - Kézműves Vásárudvar - A városban számos szobor, köztéri alkotás és emléktábla található |  |

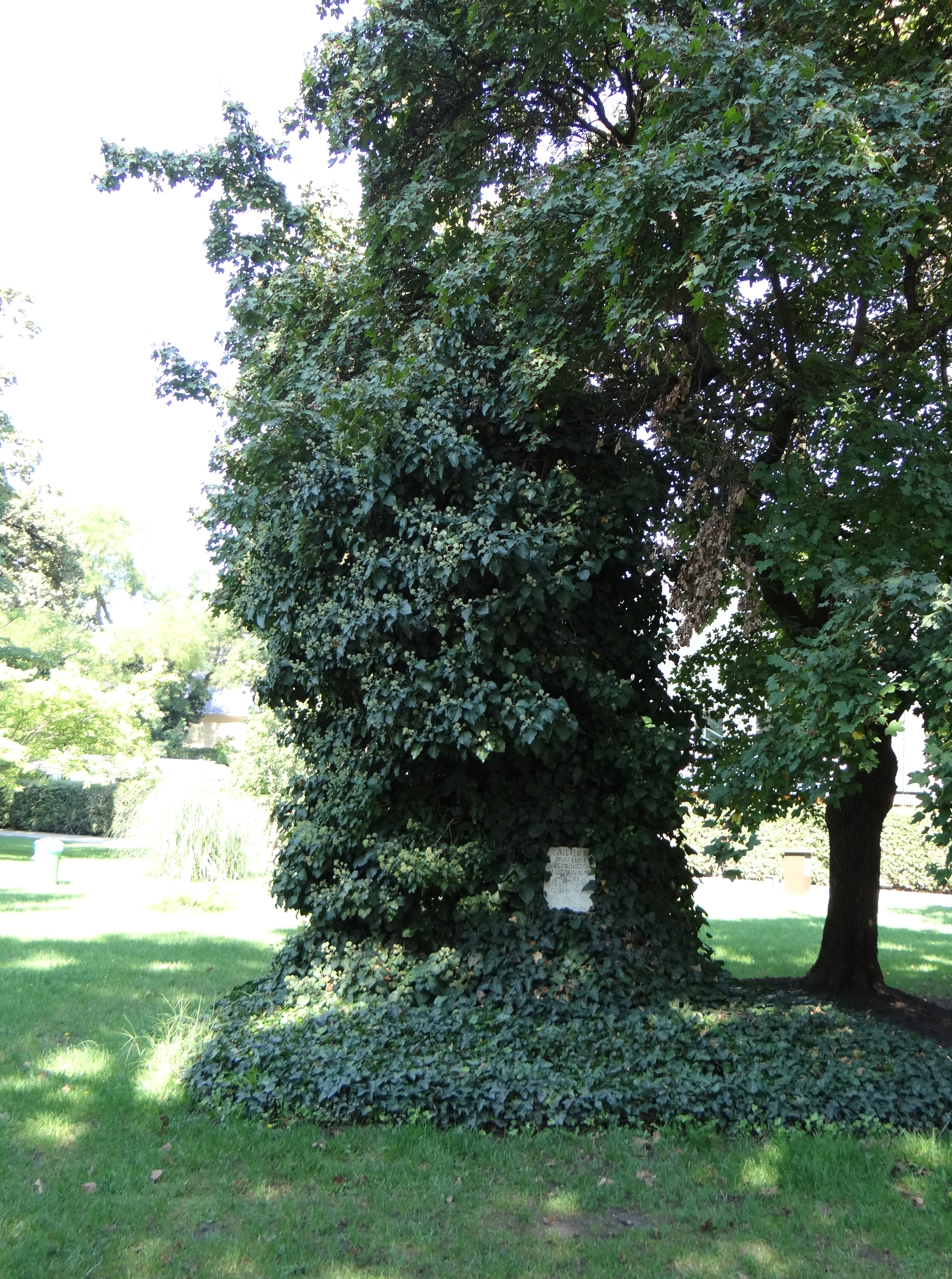
Az Erkel-fa maradványa

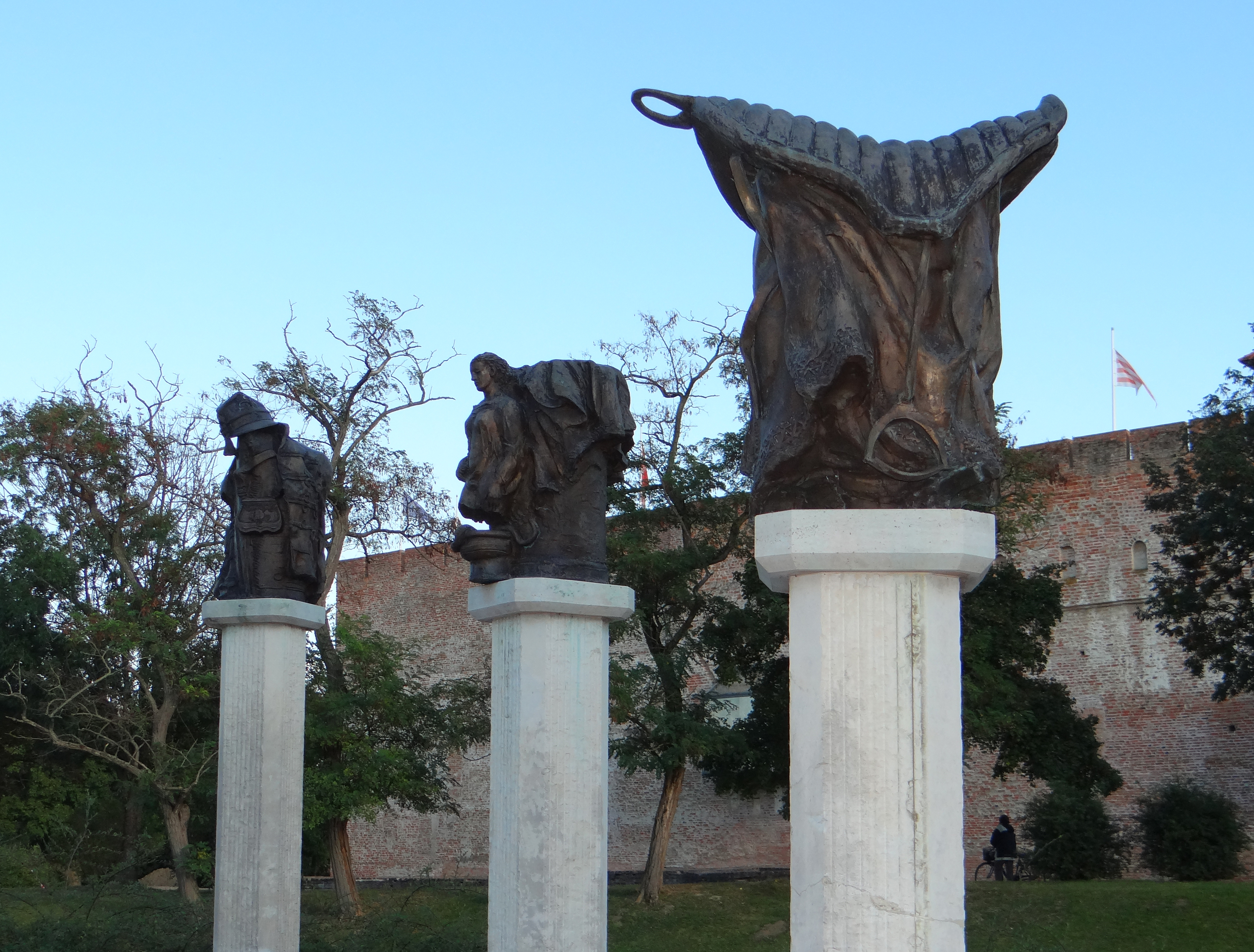
Máté István 1848–49-es honvédtiszti emlékművének részletei

### Képgaléria

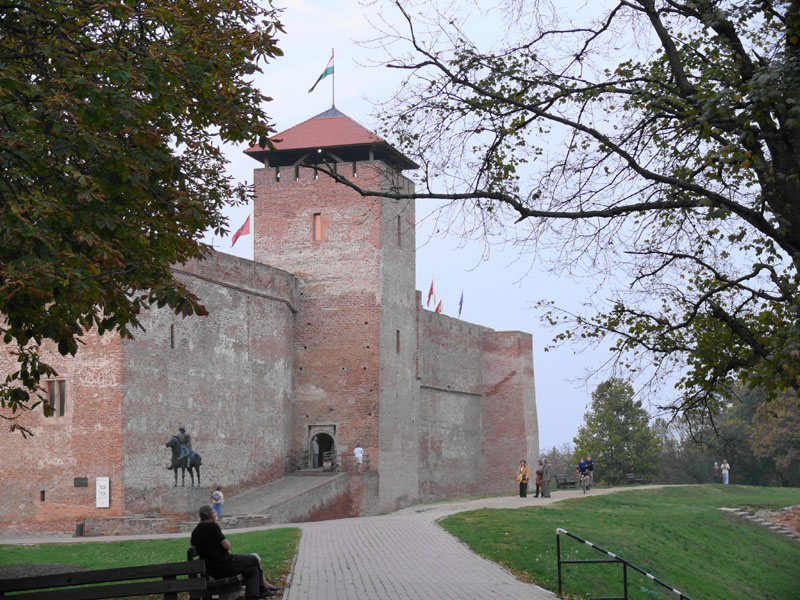
A vár nappal
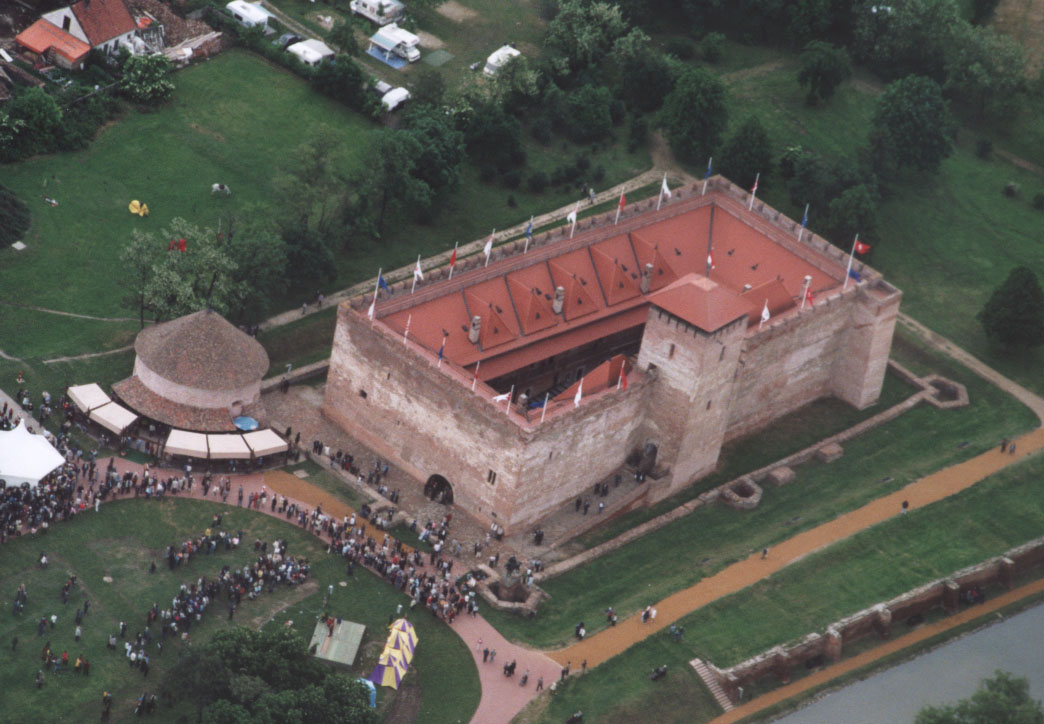
A vár felülnézetből
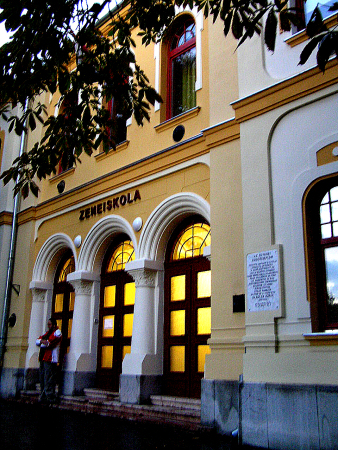
A gyulai zsinagóga bejárata, jelenleg zeneiskolaként működik
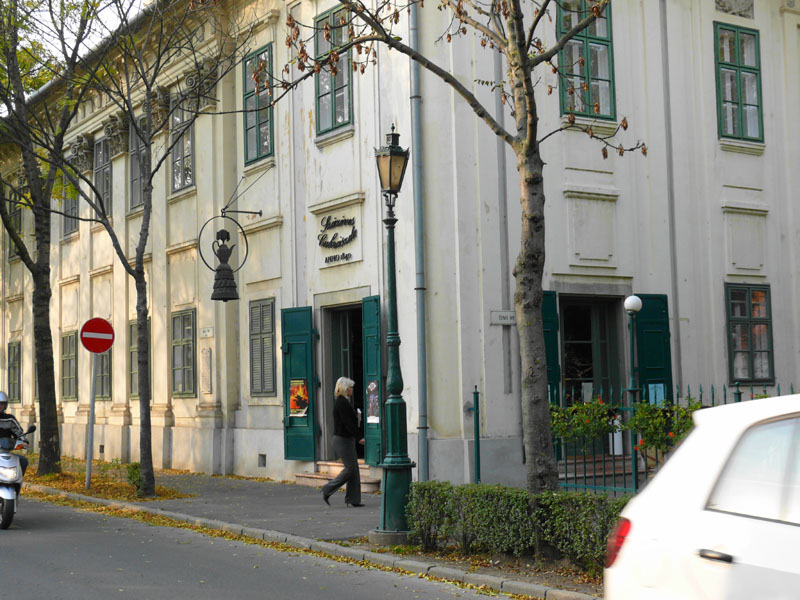
A Százéves cukrászda épülete
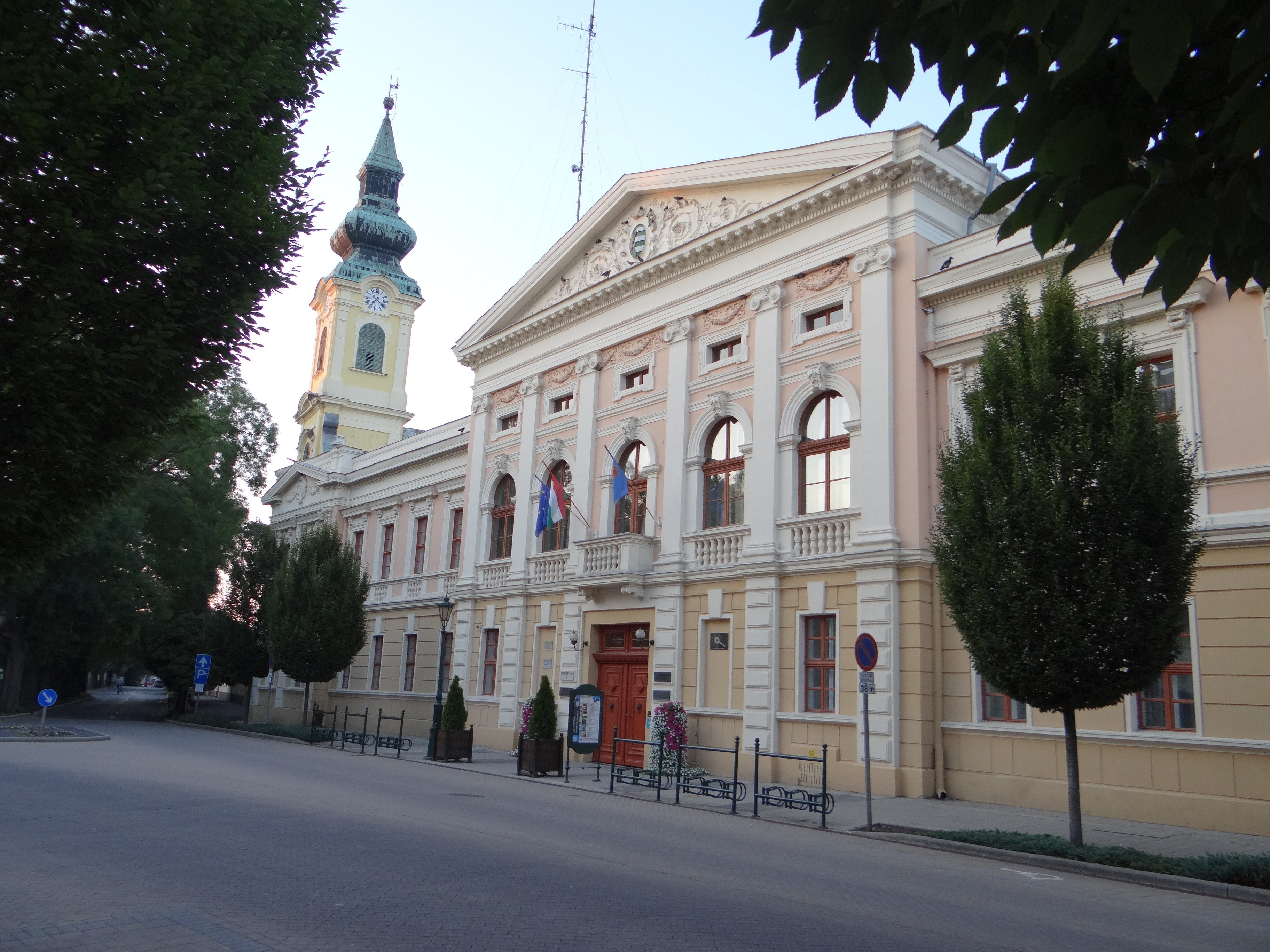
A városháza
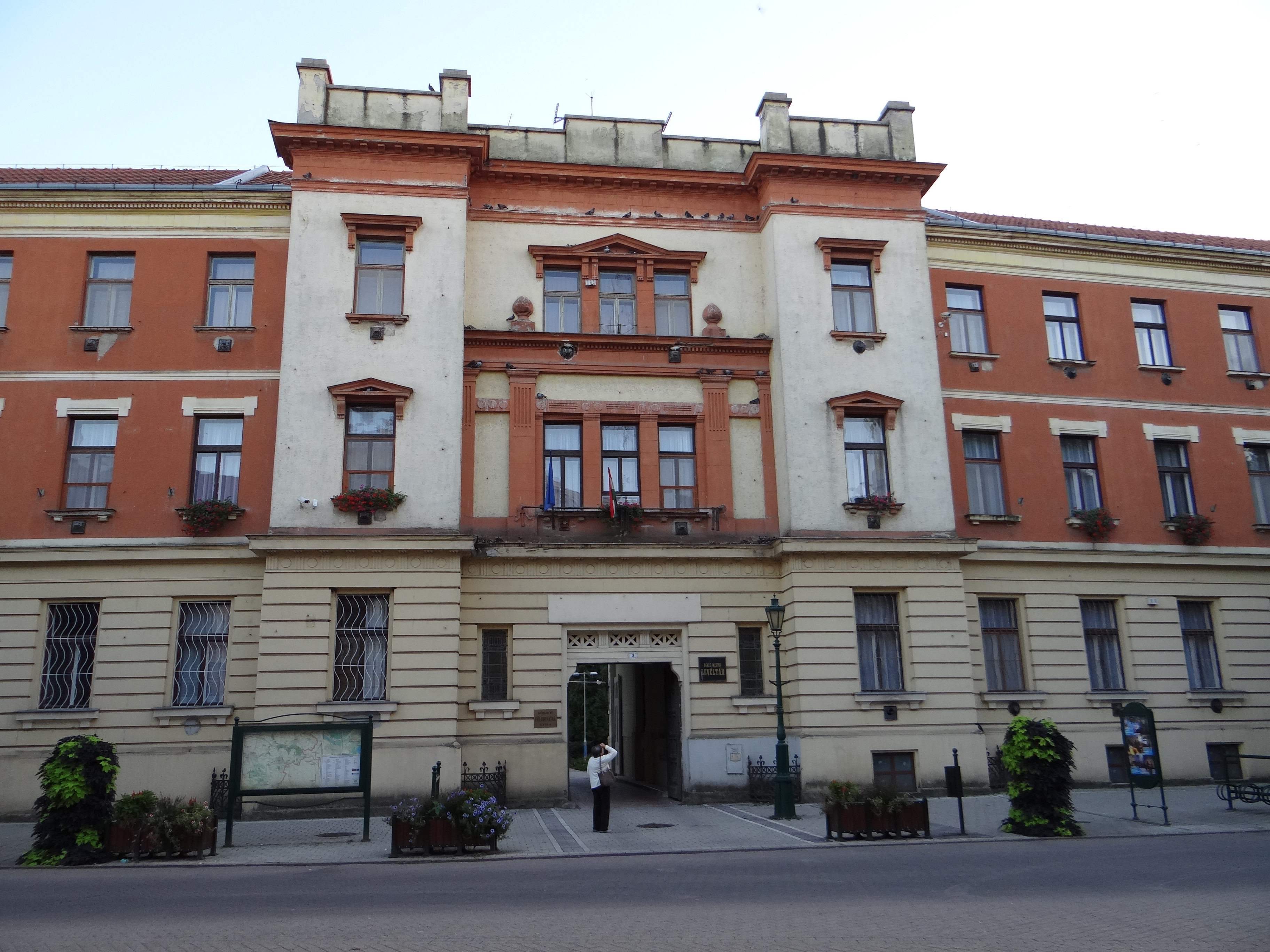
A megyei levéltár
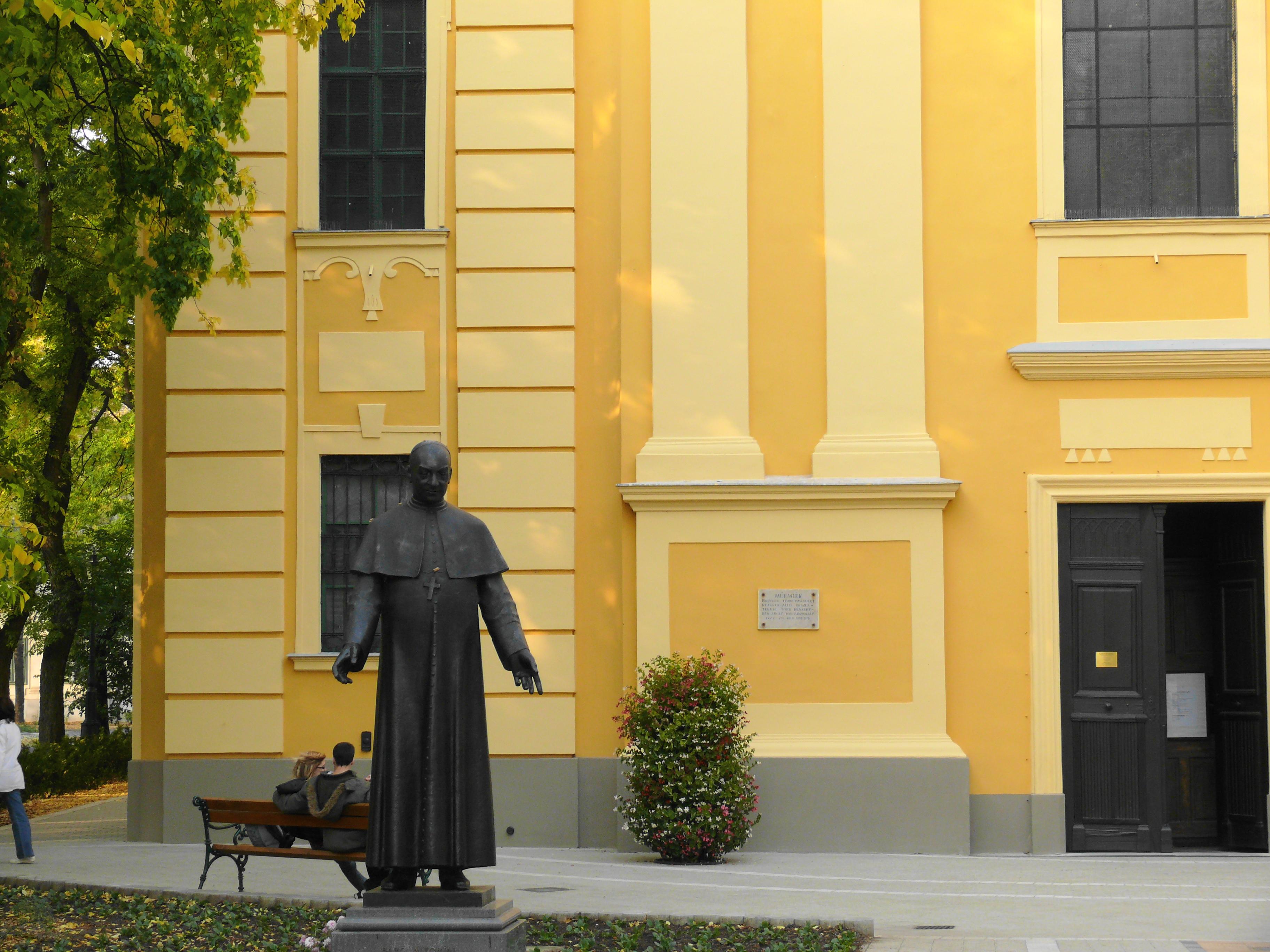
Apor Vilmos püspök szobra
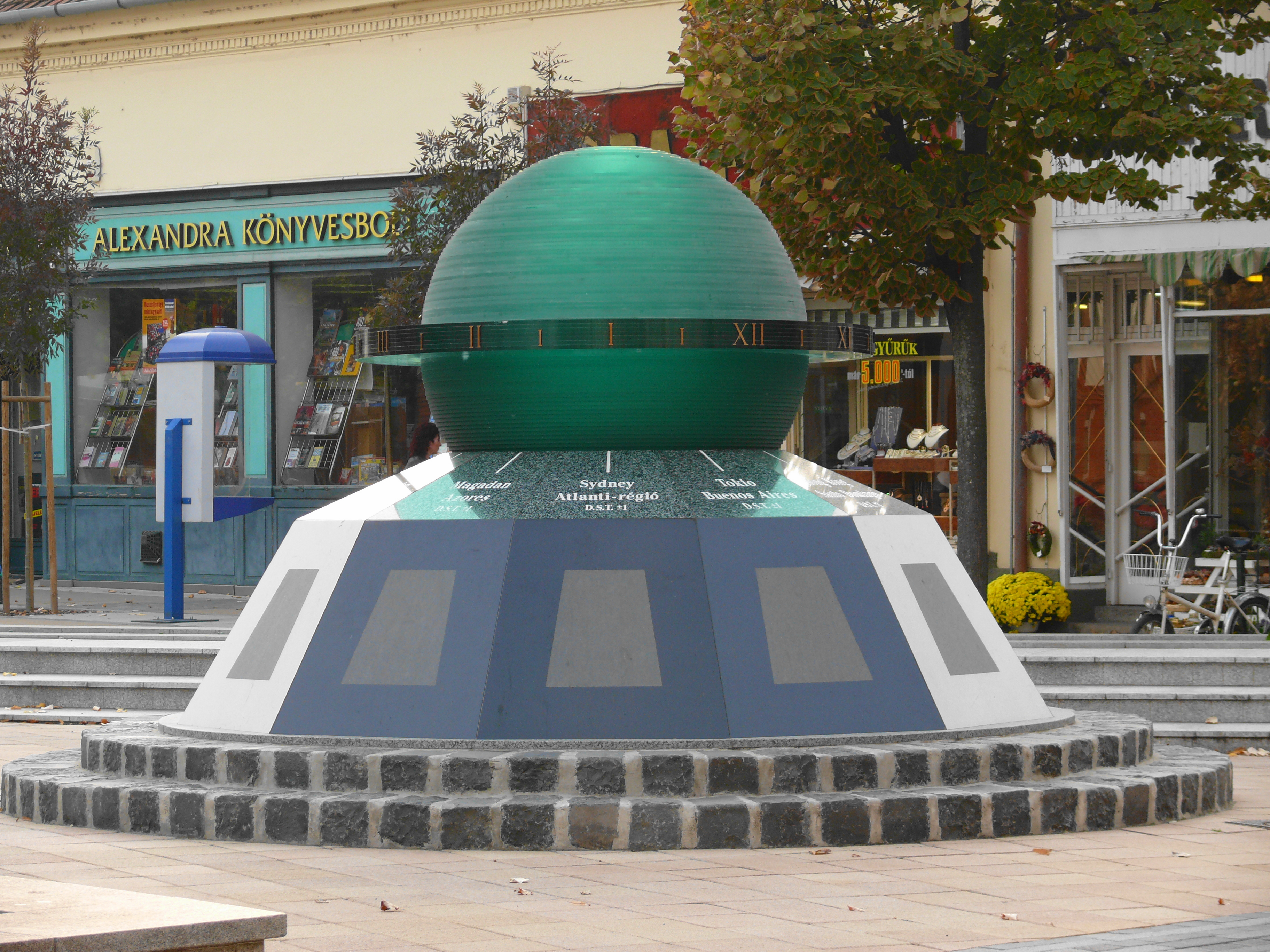
A világóra
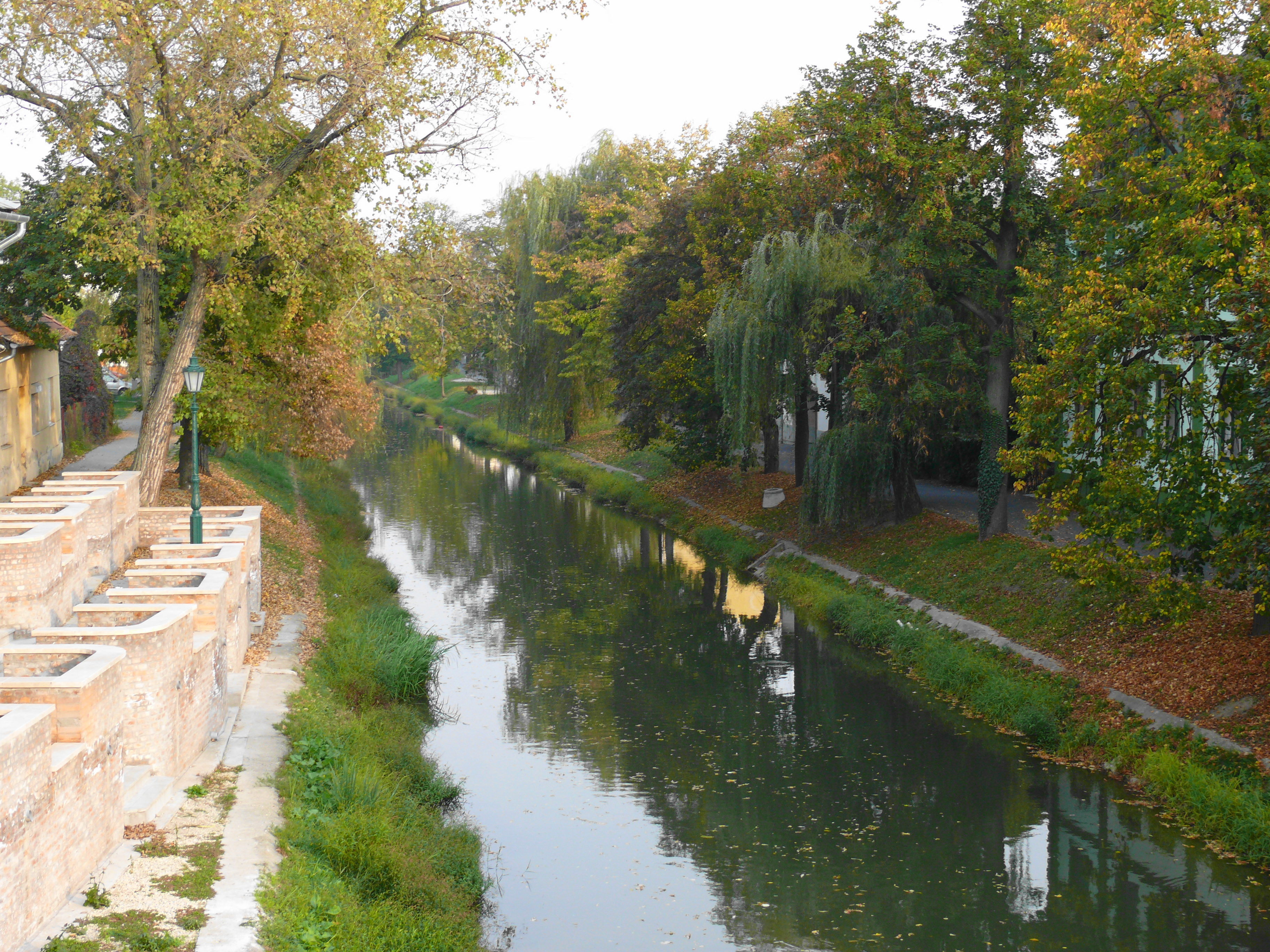
Élővíz-csatorna
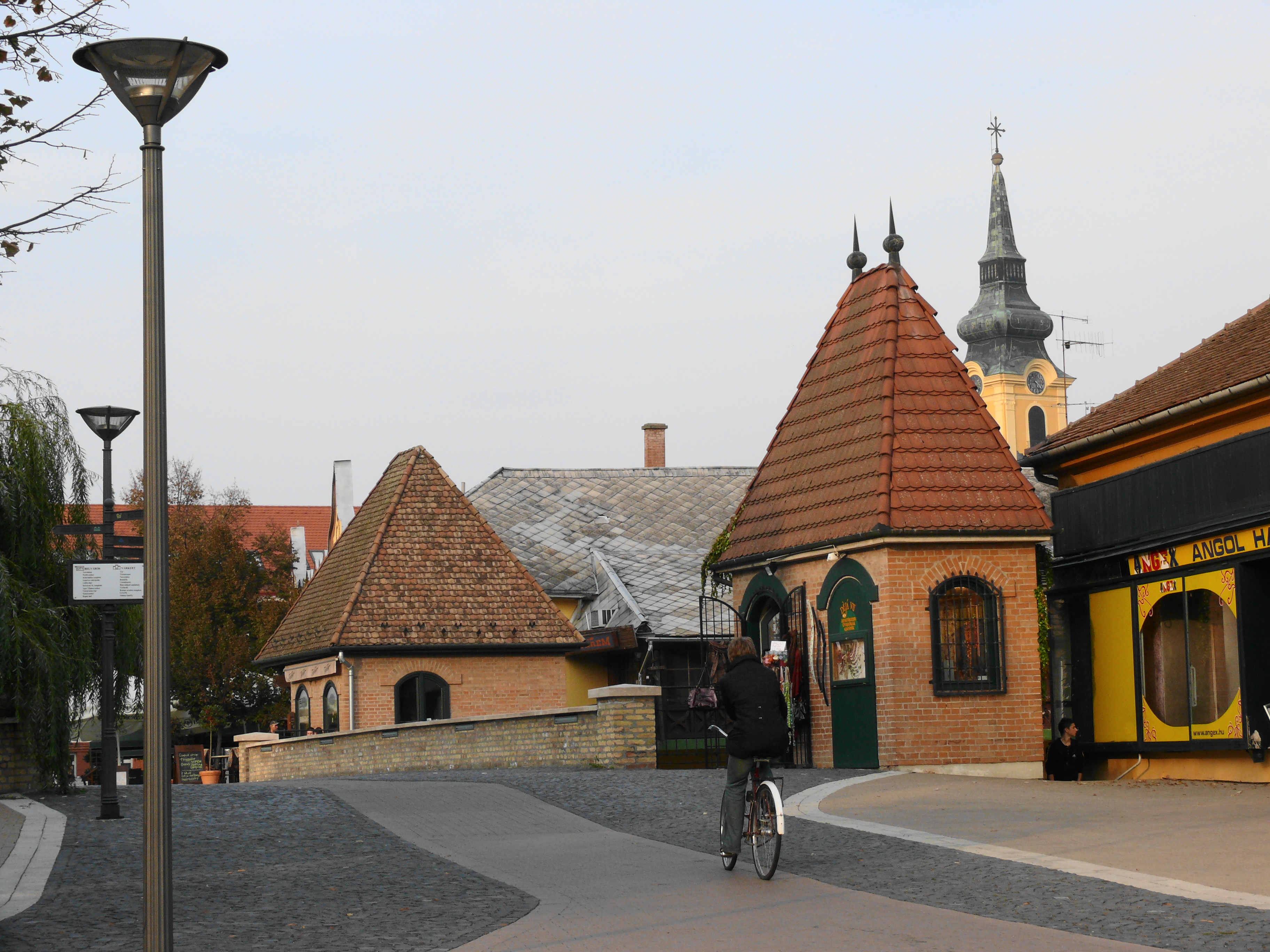
Városkép-részlet
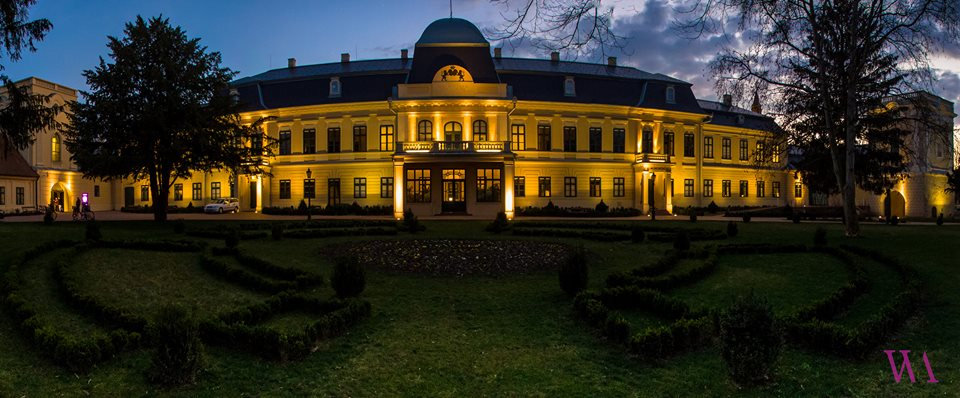
Az Almásy-kastély esti fényei
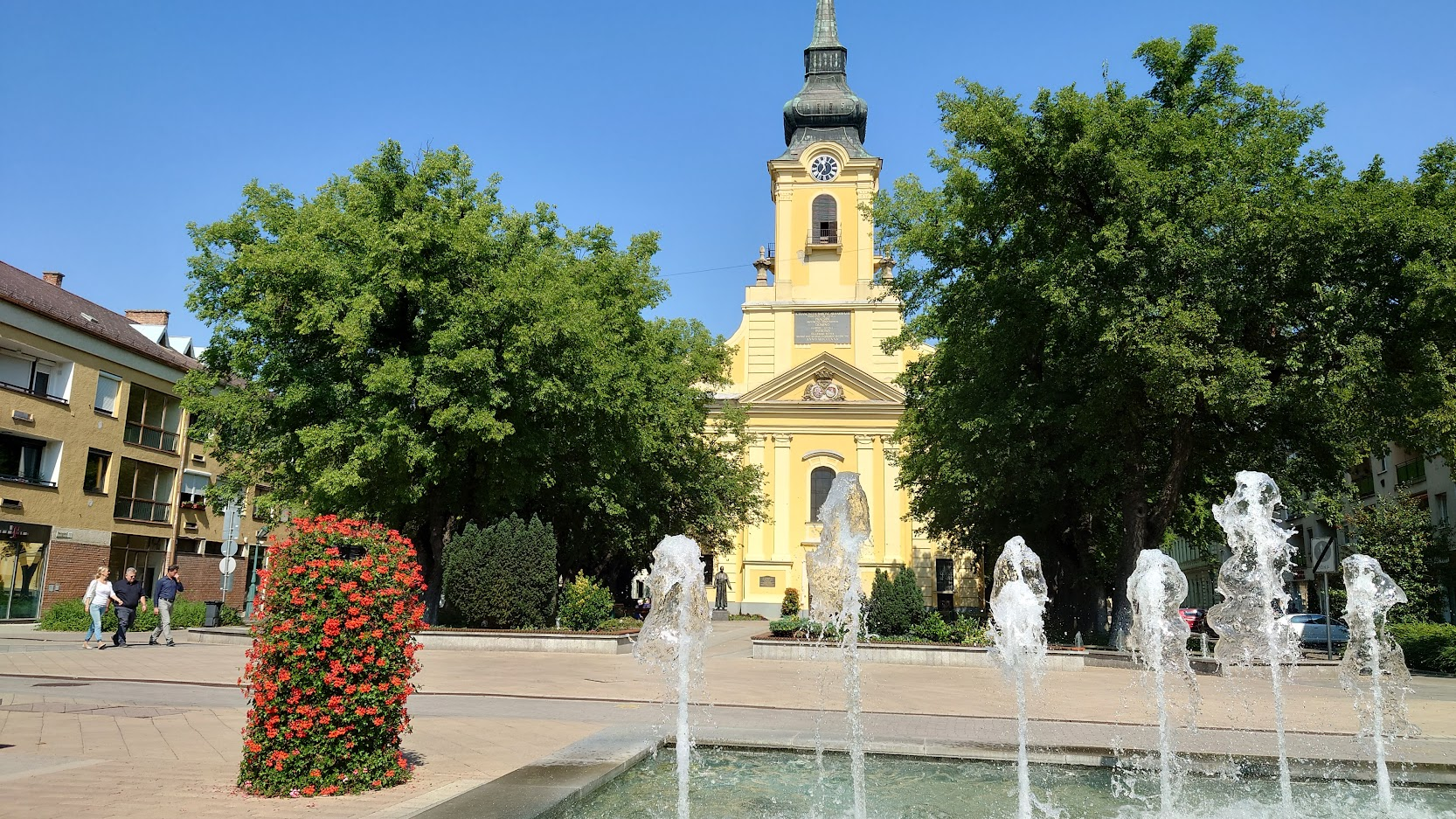
Nádi Boldogasszony plébániatemplom

### A vár
A gyulai vár Közép-Európa legépebben megmaradt síkvidéki téglavára, amely a 14–15. században épült. A falai között található múzeum és a várszínház is.

### A Várfürdő
A Várfürdő az Alföld egyik legmodernebb, európai színvonalú strand- és gyógyfürdője, amely 19 medencéjével 2014-ben a Magyar Fürdőszövetség által minősített legmagasabb kategóriájú, ötcsillagos strand- és gyógyfürdő minősítést nyerte el. Az Almásy-kastély 8,5 hektár területű ősparkjában található.
Területén gyógy- és élménymedencék, gyermek víziparadicsom, pezsgő- és hullámmedencék, valamint óriás- és kamikázecsúszdák találhatók. Itt található még a 25 méteres tanuszoda, valamint az 50 méteres versenyuszoda, amelyek télen is használhatók. Újdonság a 2013 decemberétől működő Aquapalota. A wellnessközpont szombati napokon a gyógyfürdő zárása után is látogatható, és ahol 10 vízi élményelemen kívül szaunafülkék és gőzkabin is szolgálja az egészséges életmódhoz nélkülözhetetlen feltételeket.
A Várfürdő vize alkáli-hidrogénkarbonátos-kloridos gyógyvíz. A magas ásványi anyag tartalma miatt barnás árnyalata van. A gyógyvíz 1958. szeptember 17-én jutott először felszínre; hat mélyfúrású kútból nyerik, melyek közül a legmélyebb 2500 méter. A fürdő 72 fokos vizét az egészségügyi miniszter 1969-ben gyógyvízzé, 1971-ben a fürdőt gyógyfürdővé és 1985-ben a gyógyfürdő környékét gyógyhellyé nyilvánította. A víz mozgásszervi megbetegedésekre, balesetek utáni rehabilitációs kezelésekre, helyi idegbántalmakra és gyulladásos nőgyógyászati betegségekre alkalmazható kiváló hatással.

### A várkert
Gyula város rendezvény naptárában minden évben gazdag programkínálat szerepel, amelyek jelentős része a vár környékén, a Várkertben kerül megrendezésre. Ezek közül kiemelkedő jelentőségűek az alábbiak: 
- Nemzetközi Pálinka és Kisüsti Fesztivál
- Medivid Agility és ParAgility Kupa (kutyás ügyességi verseny)
- Kolbász és sódar mustra
- Várfürdő Futás
- Virágok Vasárnapja
- Gyulavári Napok
- Körös-völgyi Sokadalom
- Gyulai Várszínház Összművészeti Fesztivál
- Shakespeare Fesztivál
- Gyulai Vár Jazz Fesztivál
- Gyulai Vár Blues Fesztivál
- Gyulai Végvári Napok
- Pocakos triatlon
- Minden Magyarok Nemzetközi Néptánc Fesztiválja
- Országos Szenior Úszóbajnokság
- Haloween Futás
- Gyulai Méz- és Mézeskalács Fesztivál

A várkert azonban nem csak a fesztiválok ideje alatt közkedvelt helyszíne Gyulának. Télen és nyáron is kellemes sétákat lehet tenni a történelmi környezetben. Nyáron jó időben csónakázni és vízibiciklizni is lehet a csónakázó tavon, télen pedig korcsolyázni is van lehetőség (amennyiben azt az időjárás és a jég vastagsága engedi).

### Egyéb nevezetességek
A Várfürdőben, a Sporttelepen és a városi Tornacsarnokban sok sportprogramot szerveznek. Az egyik ilyen nagyszabású rendezvény az évről évre visszatérő Országos Salakmotor Verseny. Akik viszont inkább a négy kerékhez ragaszkodnak, aktív időtöltésnek választhatják a gokartozást a Gyula és Békéscsaba között található gokartpályán.
A város nevezetességei közül érdemes felkeresni a megyében egyedülállóan díszes ikonosztázáról ismert ortodox templomot, a Kossuth-díjas festőművészünk, Kohán György hagyatékából összeállított kiállítást, a Városi Képtárat, a város templomait és más műemlékeit. A Szűz Mária kegy- és emléktárgyak gyűjteménye mintegy 3000 Szűz Máriára vonatkozó kegy- és emléktárgyat tartalmaz a világ minden tájáról. A kiállítás másik része a Magyarországon 1950-ig működött szerzetesrendek ruházatát mutatja be. Érdemes elsétálni a Ferences romkerthez, ahol az egykori templom és kolostor romjait lehet megtekinteni (a rom szabad téren található, nem múzeum jellegű, ezért érdemes nappal és jó időben látogatni). A Németváros főterén Német Emlékszobát rendeztek be, melyben a német nemzetiség múltját, hagyományait mutatják be.
Az Erkel tér sarkán álló egyemeletes polgárházban található az ország második legrégebbi cukrászdája, az 1840 óta működő híres Százéves cukrászda. A copf stílusú épületet a 18. század végén emelték. Érdemes megnézni az egyedülálló cukrászmúzeumot és a Simonyi Imre emlékszobát. A szomszédos Ladics-házban pedig egy 19. és 20. századi vidéki polgári elitjének életét bemutató kiállítást tekinthetünk meg.
Gyulán született Erkel Ferenc, az egyik legnagyobb magyar zeneszerző, a nemzeti opera megteremtője, a magyar himnusz zeneszerzője, akinek a szülőháza ma múzeum. Szobra a Százéves cukrászda előtt, az Erkel téren található.
Érdemes megnézni az I. sz. Általános Iskola épületét, amely még ma sem vesztette el egykori szépségét.

### Szálláslehetőségek, éttermek
A fürdővárosban több szálloda, panzió, kemping és magánszálláshely várja a turistákat.

### Gasztronómia
A híres gyulai kolbász története 1868-ban kezdődött, amikor megépült az első közvágóhíd, és ezzel a gyulai hentesek pályafutása. Az első nemzetközi elismerés Balogh József nevéhez fűződik, aki 1910-ben, a brüsszeli világkiállításon aranyérmet szerzett a gyulai kolbásznak. Ezt a sikert 1935-ben Stéberl András folytatta, aki szintén a brüsszeli világkiállításon kapott Aranydiplomát a „kis páros gyulai kolbász” készítményéért, és megindította a gyulai kolbász és egyéb szárazkolbászok ipari gyártását.
A Gyulai Húskombinát mind a mai napig újabb elismeréseket hoz a terméknek. A kolbászgyártás és érlelés hagyományos receptúra alapján történik, a mai kornak minden szempontból megfelelő formában. 2010 óta az Európai Bizottság engedélyezte az „oltalom alatt álló földrajzi jelzés” (OFJ) védjegyhasználatát a gyulai és a csabai kolbász számára. A Gyulai Húskombinát Zrt. másik ismert és méltán népszerű terméke a gyulai májas. A cég 2010-ben vette át a kitüntető Magyar Termék Nagydíj címet erre a termékére.
Gyula másik ismert terméke a gyulai pálinka. Az ital uniós és országos törvényi védelem alatt áll. A Gyulai Pálinka Manufaktúra 2011-ben két arany- és hét ezüstérmet hozhatott haza a világ egyik legrangosabb gasztronómiai rendezvényének számító World Spirits Awardról, ahol elnyerte az „Év kifőzdéje” kategória bronzérmét is, de a bécsi Destillata versenyen is számos arany-, ezüst-, és bronz-minősítést szereztek termékeik. A hagyományos pálinkákon kívül (szilva, körte, alma, barack) különleges párlatokat is készítenek, mint som, berkenye, kökény, de házasítások is találhatók a kínálatban Gyulai Nyár, Ősz, Tél, Tavasz néven.

### Gyula környéke
Gyula környéke bővelkedik látnivalókban és programlehetőségekben. A mintegy 8 km-re található Tanyamúzeumba érkezők kellemes környezetben lovagolhatnak, kocsikázhatnak, és pusztaprogramon vehetnek részt. A Körösök völgye, Szanazug és Városerdő közkedvelt horgász- és vadászparadicsom. Az országban ez a leggazdagabb vadászterület apróvadban. A folyók kiválóan alkalmasak mindenféle vízi sport gyakorlására.

## Sport
- Grosics Gyula Katolikus Labdarúgó Akadémia
- Gyulasport Kht.
- Clean Way – Gyulai F.C
- Gyulai Jóga Stúdió
- Gyulai Amazonok

## Média
- Gyula Televízió

## Testvérvárosok
- Budrio, Olaszország (1963)
- Ditzingen, Németország (1991)
- Csíkszereda, Székelyföld (1993)
- Arad, Románia (1994)
- Krumpendorf am Wörthersee, Ausztria (1995)
- Schenkenfelden, Ausztria (1996)
- Wągrowiec, Lengyelország (2002)
- Kovászna, Székelyföld (2006)
- Nagybánya, Románia (2008)
- Bălți, Moldova
- Zilah, Románia

## Neves személyek
| - Ajtósi Albrecht (Ajtós, 1427 körül – Nürnberg, 1502. szeptember) aranyműves, Albrecht Dürer festőművész apja - Ambrus Lajos (Gyula, 1950- ) József Attila- és Berzsenyi-díjas író, szerkesztő - Angelusz Róbert (Budapest, 1939. január 27. – Mexikóváros, 2010. szeptember 1.) szociológus - Apor Vilmos (Segesvár, 1892 – Győr, 1945) püspök, 1997-ben boldoggá avatták - Bánáthy Béla (1919–2003) rendszertudós - Bay Zoltán (1900–1992) fizikus (Gyulavári községben született) - Bodoki Mihály (Bodoki Henter Mihály) (1782–1838) mérnök, a Békés megyei vízrendezés irányítója - Bodoki Károly (Békés, 1814 – Gyula, 1868) mérnök, leginkább a Körös–Berettyó szabályozás első, alapvető szakasza fűződik nevéhez - Bródy Imre (Gyula, 1891 – Mühldorf, 1944) fizikus, a kriptontöltésű izzólámpa feltalálója - Csausz Lajos (Magyarlápos, 1805 – Gyula, 1866. október 5.) honvédorvos - Diósi Lajos (Gyula, 1950 –) okl. fizikus (1973), az MTA doktora (2000), kutató (kozmológia stb.) - Dobos István (Gyula, 1892. március 31. – Budapest, 1937. július 1.) repülőgép pilóta, aviatikus - Dombóvári Vanda (Gyula, 1974. június 17. –) műsorvezető - Elek Tibor (1962–) irodalomtörténész, a Gyulai Várszínház igazgatója - Erkel Ferenc (1810–1893) zeneszerző - Erkel Lajos (1850–1906) operaénekes, sakkozó; Erkel Ferenc fia - Fehér Juli (1964–) színésznő - Fehér Tímea (1974–) színésznő - Filippinyi Éva (1947–2016) magyar rádiós szerkesztő-riporter, műsorvezető - Fodor Teréz (1925–) színésznő - Gáli József (Gyula, 1930. február 10. – Budapest, 1981. március 5. ) József Attila-díjas író, műfordító, holokauszttúlélő. 1957-ben halálbüntetésre ítélték, amit többek között Pablo Picasso, Louis Aragon, Hermann Hesse, Albert Camus és Arthur Köstler tiltakozására felfüggesztettek. - Gergely Jenő (Gyula, 1941. április 4. –) pszichológus, gyógypedagógus - Grábner Emil (Gyula, 1878. július 22. – Mosonmagyaróvár, 1955. január 15.) a növénynemesítés tudósa - Gyebnár Csekka (Gyula, 1974. május 27. –) - Györgydeák Zoltán (Gyula, 1942 – 2005) vegyész, kutató, egyetemi docens, az MTA doktora - Hartay Csaba (Gyula, 1977. június 16.–) magyar költő, író - Hevesi Tamás (1964–) könnyűzenész - Implom József (Gyula, 1899 – Gyula, 1979) polihisztor: tanár, régész, muzeológus, népművelő, író; nevét viseli az Országos Középiskolai Helyesírási Verseny - Kaczvinszky János (Pest, 1871 – Budapest, 1924) 1901−1918 között volt a Békés megyei közkórház sebész-főorvosa, ez alatt több sebészeti újítást bevezetett, felépült egy új sebészeti pavilont, s különvált a sebészeti osztály a kórbonctantól. - Karácsonyi János (1858–1929) püspök, történetíró - Kertész Andor (1929–1974) matematikus - Kilényi Géza (1936–2016) jogász, alkotmánybíró - Kiss Anna (Gyula, 1939 –) író, költő - Kiss Ottó (1963–) költő - Kiss László György (Gyula, 1947. július 4.– ) éremművész, szobrász (1993-as Bay Zoltán-emlékmű, Gyulavári templomkert stb.) - Kocsis Sándor (Gyula, 1820 – Tullahoma, 1896) jogász, tengerésztiszt, egyetemi tanár, Tennesseei nemzetgyűlési képviselő, szenátusi tag, tudós, a 48'-as forradalom után Kossuthot az USA-ba szállította, tudományos munkája kiérdemelte az amerikai tudóstársaság elismerését. - Kohán György (1910–1966) Kossuth-díjas festőművész - Koszta Rozália (Gyulavári, 1925 – Gyula, 1993) festőművész - Kovács Gusztáv magyar és amerikai szabadságharcos itt hunyt el 1874-ben. - Kovács Vanda (1971–) színésznő - König Imre (Gyula, 1901 – Santa Monica, 1992) sakkozó König - Krajcsó Bence (1994 –) gyulai születésű zenész, citerás, a Népművészet Ifjú Mestere - Krasznahorkai László (1954–) író, Kossuth-díjas (2004) - Metz János (1973-) nyomdász, a 2011-es év „A sikeres gyulai” cím birtokosa http: //www.nyomdacska.hu/ Archiválva 2014. június 5-i dátummal a Wayback Machine-ben - Mező Misi (1978-) énekes-zenész, a Magna Cum Laude együttes frontembere - Mogyoróssy János (1805–1893) helytörténész, múzeumalapító, a városi könyvtár névadója - Mult József (1943–) modellező, körrepülő sebességi kategória (F2A kat.) világbajnoki egyéni ezüstérmes, kétszeres bronzérmes, csapatban kétszeres világbajnoki arany-, egyszeres ezüstérmes, Európa-bajnok - Nagy-Laczkó Balázs (Gyula, 1989–) író, régész, novellista. - Pál Tamás (Gyula, 1937 –) karmester, a Liszt Ferenc Zeneakadémián tanít (1999–) - Pálffy Albert (1820–1897) író, szerkesztő - Polónyi István (Gyula, 1930–2021) mérnök, professor emeritus, Német Művészeti Akadémia tagja, több egyetem díszdoktora - Polónyi Károly (Gyula, 1928 – Budapest, 2002) építész, településtervező-urbanista, a Team 10 tagja, a Le Carré Bleu építészeti folyóirat szerkesztőbizottsági tagja; Magyarországon, Ghánában Archiválva 2018. január 27-i dátummal a Wayback Machine-ben, Algériában, illetve Etiópiában élt és alkotott. - Pomucz György (Gyula, 1818–1882) tábornok - Cselfalvi Pulszky Sándor (Pest, 1803 – Gyula, 1849. augusztus 23.) nemzetőr ezredes - Racsmány Mihály (Gyula, 1969. szeptember 9. –) pszichológus, habilitált egyetemi docens, BME - Rónai Dénes (eredeti neve: Rosenberg Izidor) (Gyula, 1875. július 10. – Budapest, 1964. április 8.) magyar fényképész, fotóművész, bábművész, filmrendező. - Rónai Hermin, született Rosenberg Hermina (1877 – 1926) magyar színésznő. Rónai Dénes fényképész és Rónai Mihály állatorvos testvére. Rónai Mihály András költő, író nagynénje. - Sarkadi Kiss János (1974. október 16. –) színész - Scherer Ferenc (1889–1987) reáliskolai tanító, helytörténész és monográfiaíró - Seress Gyula (1898–1975) római katolikus pap és egyházi író - Simonyi Imre (1920–1994) költő, József Attila-díjas (1974) - Sipos Béla (1910–1990) vezérkari őrnagy, katonai attasé. - Somló Dezső, 1915-ig Silberstein (1884–1923) kereskedősegéd, szociáldemokrata majd kommunista pártmunkás. - Strausz Róbert (1979–) Bábművész, meseíró, költő, zeneszerző. A Tick-Tack Bábszínház megalapítója, Fizi Miska mesekarakter megalkotója - Stummer János (1984–) magyar politikus, a Jobbik Magyarországért Mozgalom országgyűlési képviselője, a párt alelnöke - Szathmári Sándor (Gyula, 1897. június 19.– Budapest, 1974. szeptember 27.) magyar gépészmérnök, író, műfordító (híres művei: Kazohinia, Hiába) - Szabó Endre (1980–) újságíró - Szabó Eszter (1982–) énekesnő - Székely Aladár (1870–1940) fényképész - Tornyi Barnabás (1953–) labdarúgóedző - Varjú Vilmos (1937–1994) olimpiai bronzérmes, kétszeres Európa-bajnok súlylökő - Zoltai Dénes (Gyula, 1928–Budapest, 2008) professzor emeritus, a filozófia tudományok doktora, az ELTE BTK esztétika szak megalapítója (1972), 1976-ig tanszékvezetője |

### Díszpolgárai
| - 1888: Kossuth Lajos kormányzó, Erkel Ferenc zeneszerző - 1893: Jókai Mór író - 1899: Erdély Sándor igazságügyminiszter - 1913: Lukács György főispán - 1921: Apponyi Albert gróf - 1924: K. Schriffert József mezőgazdász - 1927: Bethlen István miniszterelnök, Klebelsberg Kuno gróf, vallás- és közoktatásügyi miniszter - 1928: Luppe Hermann - 1933: Gömbös Gyula miniszterelnök - 1941: Apor Vilmos báró, püspök - 1989: Bay Zoltán fizikus, Dallos Ferenc polgármester Az önkormányzat által alapítva: - 1991: Simonyi Imre költő - 1992: Nádházi János politikus - 1995: Kósa László professzor, Pintér Miklós orvosprofesszor - 1996: Alfred Fögen, Ditzingen város főpolgármestere, Cesari Giorgio, Budrio város volt alpolgármestere, Kiss György szobrászművész - 1998: Dr. Halmos Béla népzenekutató, Berczik Zoltán asztalitenisz-edző - 1999: Dr. Bónis Ferenc zenetörténész, dr. Iványi János belgyógyász kandidátus, Gerhard Stengel tűzoltóparancsnok (Németország) - 2002: Dr. Habsburg Ottó, a Páneurópai Unió elnöke, dr. Bene Lajos főorvos (posztumusz) - 2003: Annus Adrián sportoló, dr. Supka Magdolna művészettörténész - 2005: Stéberl András hentesmester, a gyulai szárazárugyár alapítója, vezetője (posztumusz) - 2006: Zoltai Dénes zeneesztéta, filozófiatörténész |

## A településen gyűjtött népdalok
| Cím                               | Gyűjtő      | Év   |
| --------------------------------- | ----------- | ---- |
| Megüzenem a gyulai bírónak        | Bartók Béla | 1906 |
| Elindultam szép hazámból          | Bartók Béla | 1906 |
| Fiumei kikötőben áll egy hadihajó | Bartók Béla | 1906 |
| Szánt a babám                     | Bartók Béla | 1906 |